# Bruck an der Mur
Bruck an der Mur ist eine Stadt mit 15.735 Einwohnern (Stand: 1. Jänner 2025) bzw. 16.044 (Stand: 10. November 2022) im österreichischen Bundesland Steiermark (Gerichtsbezirk Bruck an der Mur). Bruck ist außerdem Sitz der Bezirkshauptmannschaft Bruck-Mürzzuschlag und die viertgrößte Stadt des Bundeslandes sowie ein wichtiger Verkehrsknotenpunkt.
Die Stadt liegt im mittleren Murtal zwischen Leoben und Kapfenberg an der Mündung der Mürz in die Mur. Östlich des Stadtzentrums ändert die Mur ihre Fließrichtung von Ost nach Süd. Das Stadtgebiet erstreckt sich auch in das Lamingtal. Im Norden ist sie mit der Nachbarstadt Kapfenberg zusammengewachsen. Bekannt sind vor allem das Kornmesserhaus (ein gut erhaltenes gotisches Bürgerhaus), der Eiserne Brunnen und der zweitgrößte innerstädtische Platz Österreichs. Es überwiegen Handel und Dienstleistungssektor, der Bahnhof Bruck an der Mur gehört zu den größten Eisenbahnknotenpunkten der Steiermark. Im Mittelalter war es die wichtigste Handelsstadt der Obersteiermark. Die Fußgängerzone von Bruck ist mit mediterranem Flair gestaltet. Bruck gehört mit Graz und Friesach zu den ältesten Städten in Österreich.
Am 1. Jänner 2015 wurde im Rahmen der Gemeindestrukturreform in der Steiermark die vormals eigenständige Marktgemeinde Oberaich eingemeindet.
In Bruck an der Mur befindet sich die Höhere Bundeslehranstalt für Forstwirtschaft, die erste und seit 2005 einzige Forstschule Österreichs, welche 2012 umfangreich erweitert wurde. Im Jahre 2006 fand in Bruck an der Mur die Steirische Landesausstellung mit dem Thema „Wege zur Gesundheit“ statt.

## Geografie

### Gemeindegliederung
Das Gemeindegebiet umfasst folgende 16 Ortschaften (Einwohner Stand 1. Jänner 2025):
- Berndorf (2513)
- Bruck an der Mur (9053)
- Heuberg (51)
- Kaltbach (98)
- Kotzgraben (17)
- Mötschlach (25)
- Oberaich (576)
- Oberdorf (60)
- Picheldorf (196)
- Pischk (218)
- Pischkberg (101)
- Sankt Dionysen (207)
- Übelstein (226)
- Urgental (844)
- Utschtal (1129)
- Wiener Vorstadt (421)

Die Gemeinde besteht seit 2015 aus zwölf Katastralgemeinden (Fläche Stand 31. Dezember 2023):
- Berndorf (304,71 ha)
- Bruck an der Mur (1.509,43 ha)
- Forstwald (427,92 ha)
- Kaltbach (313,88 ha)
- Oberaich (2.003,17 ha)
- Oberdorf-Landskron (911,58 ha)
- Picheldorf (1.006,63 ha)
- Pischk (77,75 ha)
- Pischkberg (790,12 ha)
- Streitgarn (338,68 ha)
- Übelstein (832,35 ha)
- Wienervorstadt (28,59 ha)

### Nachbargemeinden
| Tragöß-Sankt Katharein | Kapfenberg                                  | Kapfenberg                                   |
| Proleb Niklasdorf      | Kompassrose, die auf Nachbargemeinden zeigt | Sankt Marein im Mürztal, Ortsteil Frauenberg |
| Frohnleiten (GU)       | Pernegg an der Mur                          | Pernegg an der Mur                           |

### Gemeindevereinigung
Am 1. Jänner 1968 wurde die Gemeinde Picheldorf mit der Gemeinde Oberaich vereinigt, Oberaich war dann seit 1. September 1999 Marktgemeinde. Am 1. Jänner 2015 wurde Oberaich mit der Stadtgemeinde Bruck an der Mur vereinigt.
Der frühere Bürgermeister Hans Strassegger (2014–2017) strebte eine Fusion mit den Stadtgemeinden Kapfenberg und Leoben an, um ein Gegengewicht zur Landeshauptstadt Graz entstehen zu lassen.

### Geologie
Die Berge in der Umgebung von Bruck haben sich schon in sehr früher Zeit gebildet. Die „paläozoischen Meere“ überfluteten das vorzeitliche Land. Im Karbon ergriff eine Gebirgsbildung durch lebhaftes Falten die Alpen. Dann wogten die Meere der Trias, des Jura und der Kreidezeit über die Obersteiermark. In der Oberkreidezeit erfolgten wiederum Faltungen und Überschiebungen. Am Ausgang des Alt-Tertiärs kam es zur Verschiebung und Faltung des Untergrundes und Auflösung des Gebirgsstockes in kleinere Blöcke. Diese kleineren Blöcke entwässerten gegen Norden, darunter in die Mur und die Mürz. Der Abfluss der beiden Flüsse in der jetzigen Richtung erfolgte, als die Kalkalpen im Miozän aufstiegen.

### Klima
|                        | Jan  | Feb  | Mär  | Apr  | Mai  | Jun  | Jul  | Aug  | Sep  | Okt  | Nov  | Dez  |   |      |
| Mittl. Temperatur (°C) | −2,3 | −0,1 | 4,1  | 8,6  | 13,6 | 16,8 | 18,7 | 18,0 | 13,9 | 9,0  | 3,3  | −1,1 | ⌀ | 8,6  |
| Mittl. Tagesmax. (°C)  | 2,5  | 5,8  | 10,4 | 15,2 | 20,2 | 23,4 | 25,6 | 24,9 | 20,3 | 14,8 | 7,6  | 2,7  | ⌀ | 14,5 |
| Mittl. Tagesmin. (°C)  | −5,6 | −4,1 | −0,5 | 3,3  | 8,1  | 11,4 | 13,2 | 13,0 | 9,5  | 5,4  | 0,4  | −3,7 | ⌀ | 4,2  |
|                        |      |      |      |      |      |      |      |      |      |      |      |      |   |      |
| Niederschlag (mm)      | 27   | 26   | 41   | 43   | 76   | 93   | 98   | 104  | 71   | 54   | 46   | 38   | Σ | 717  |
|                        |      |      |      |      |      |      |      |      |      |      |      |      |   |      |
| Luftfeuchtigkeit (%)   | 63,8 | 51,3 | 46,1 | 43,7 | 46,6 | 48,0 | 45,9 | 48,4 | 51,6 | 57,6 | 66,0 | 69,8 | ⌀ | 53,3 |

| −5,6 |

| −4,1 |

| −0,5 |

| 3,3 |

| 8,1 |

| 11,4 |

| 13,2 |

| 13,0 |

| 9,5 |

| 5,4 |

| 0,4 |

| −3,7 |

| −5,6 |

| −4,1 |

| −0,5 |

| 3,3 |

| 8,1 |

| 11,4 |

| 13,2 |

| 13,0 |

| 9,5 |

| 5,4 |

| 0,4 |

| −3,7 |

## Geschichte

### Vorzeit
Schon ab der Steinzeit wurde das Mur-Mürztal, wie einschlägige Funde beweisen, von Menschen besiedelt. In der Drachenhöhle bei Mixnitz wurde das Lager eines Höhlenbärenjägers (Herdstätte) sowie Schaber und Spitzen aus rohem Quarzschiefer aus der Altsteinzeit untersucht. In Bruck selbst wurde am Pischkberg ein Steinbeil aus der Jungsteinzeit gefunden. Nach 2000 v. Chr. wurde durch Händler aus dem Süden die Bronzebearbeitung in den inneralpinen Tälern eingeführt, was dort einen raschen Aufschwung des metallverarbeitenden Handwerks mit sich brachte. Der größte Teil des Warentransportes wurde über die Flüsse Mur und Mürz abgewickelt. Aus dieser Zeit konnten z. B. 1880 von Graf Gundakar Wurmbrand, dem damaligen Statthalter, im Stadtgebiet das mutmaßliche Warenlager eines Händlers aus der späten Bronzezeit, Fragmente von Sicheln, Lanzenspitzen, eines Tüllenbeils, ein Messer und zweier Tongefäße geborgen werden. Etwa 1000 v. Chr. wanderten die ersten norischen Stämme ins Mur- und Mürztal ein. Nach 300 v. Chr. beherrschten vorübergehend die aus dem Westen kommenden Kelten (Taurisker) das Land, diese gingen aber bald in der einheimischen Bevölkerung auf. Gegen Ende des 2. Jahrhunderts v. Chr. schlossen sich diese – besonders in der Eisenverarbeitung versierten – Stämme zum ersten bekannten Staatsgebilde auf österreichischen Boden zusammen, das Königreich Norikum (regnum Noricum), das bald sehr enge wirtschaftliche und politische Beziehungen zum aufstrebenden römischen Reich knüpfte.

### Römerzeit

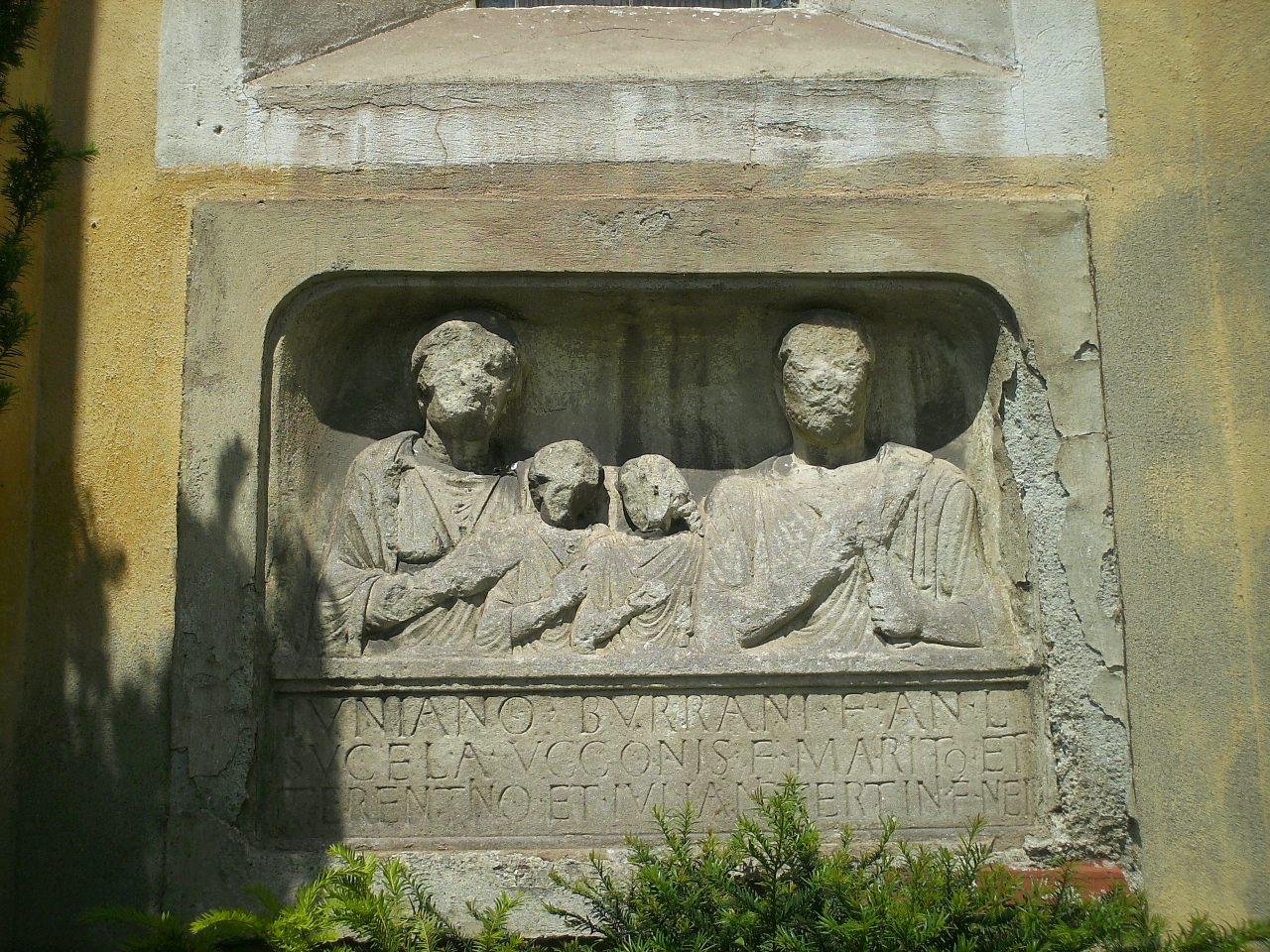
Grabmal des Iunianus, eingemauert in der Kirche von St. Dionysen in Oberaich

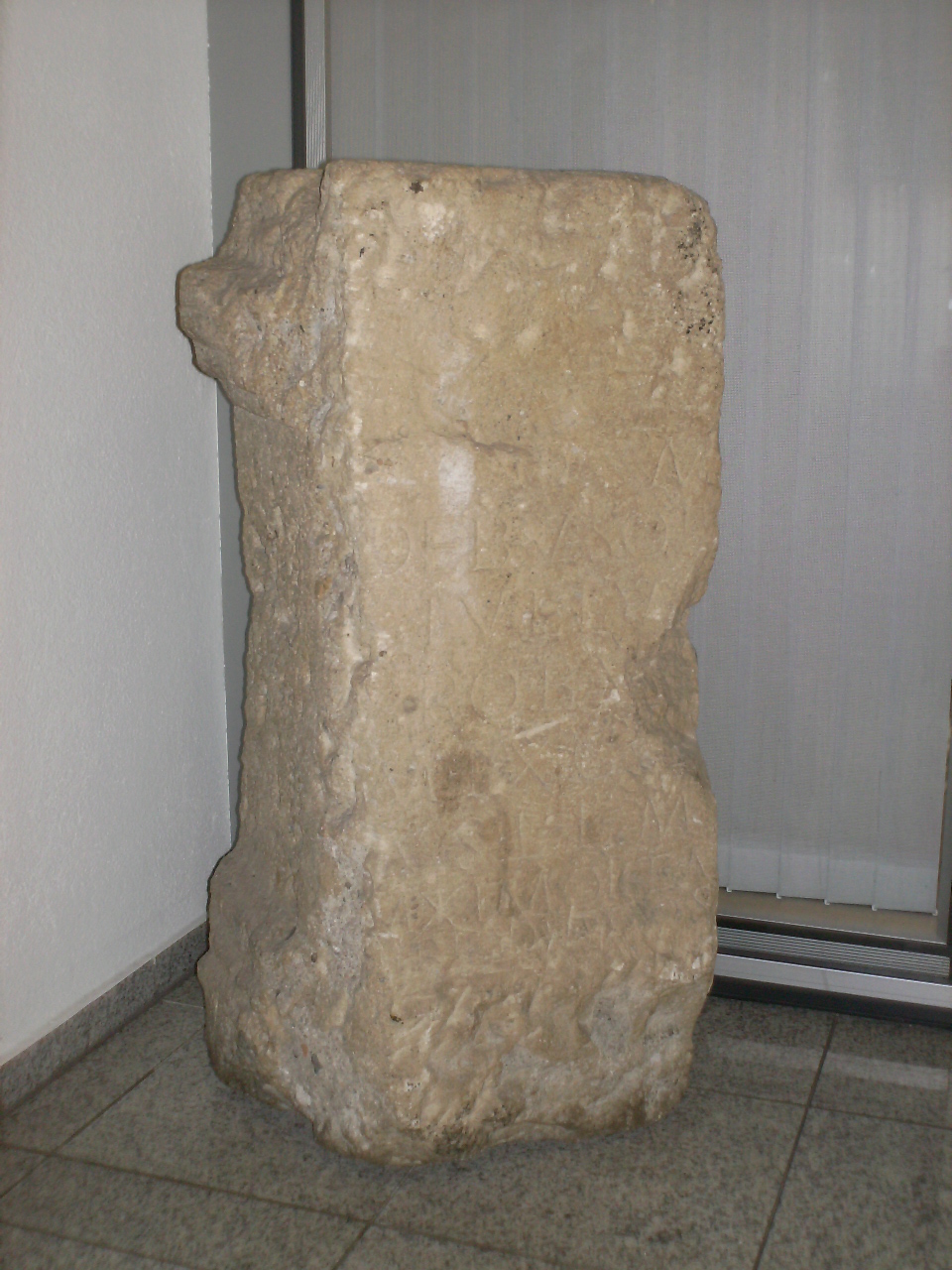
Weihealtar für Jupiter Depulsor in der Raika-Filiale Bruck/Mur

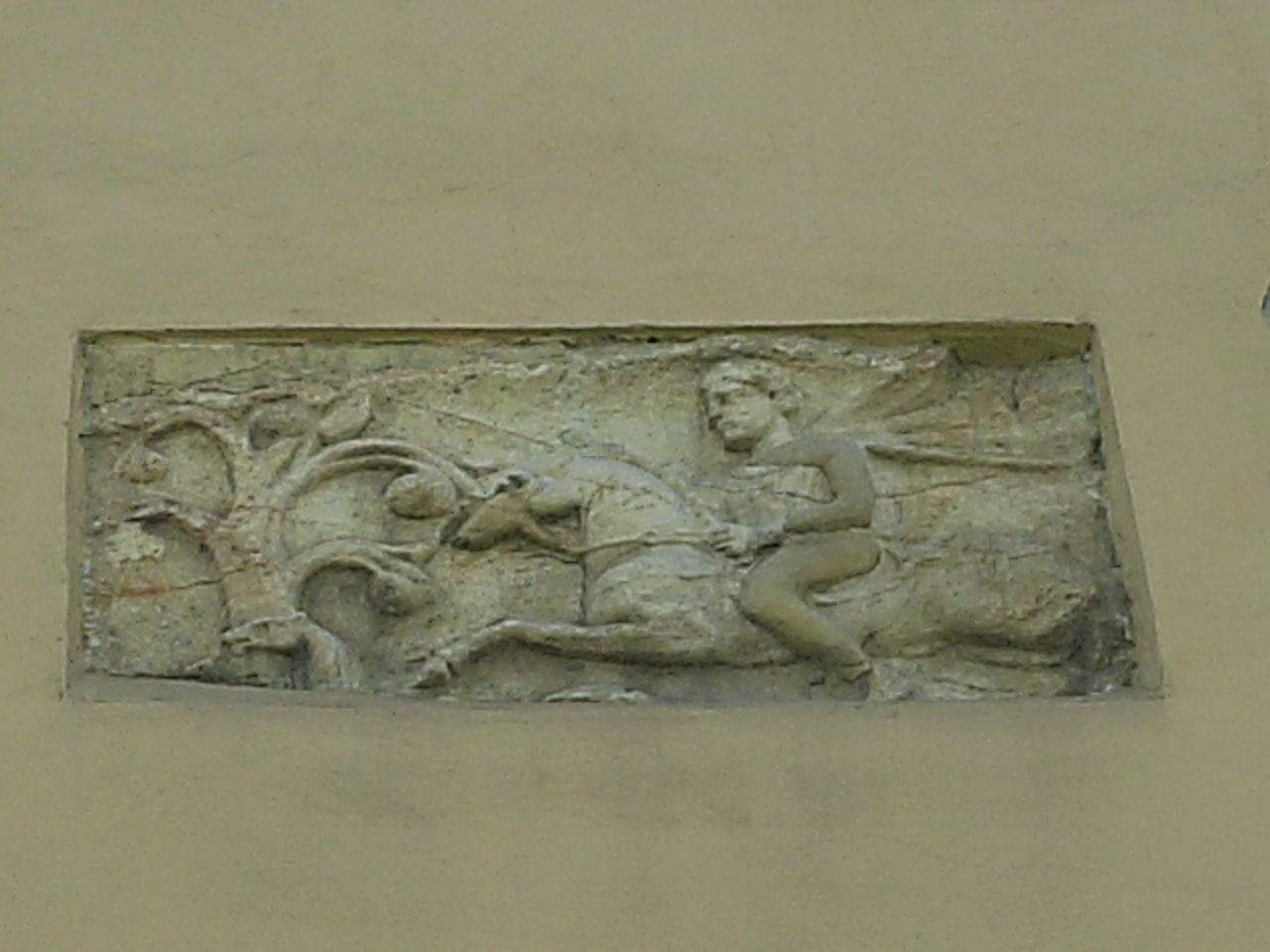
Jagdszene auf einem römischen Grabreflief an der Nordwand der Kirche von St. Ruprecht

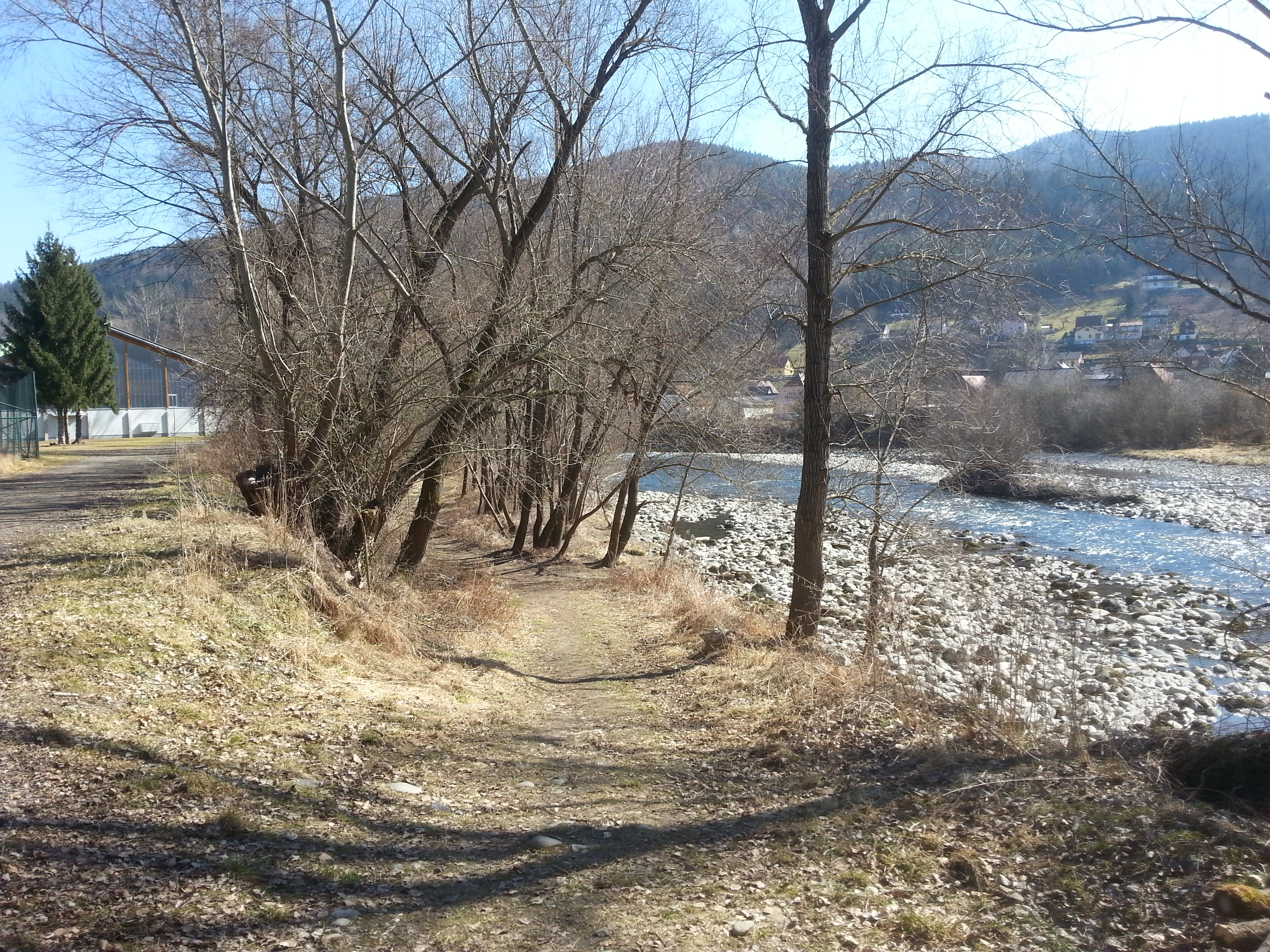
Murufer beim Tennisplatz, der mutmaßliche Standort der römischen Brücke

Ab 15 v. Chr. besetzten die Römer unter Kaiser Augustus weitgehend kampflos die östlichen Alpenregionen und integrierten dabei auch das regnum Noricum als neue Provinz Norikum in ihr Reich. Um das neu eroberte Gebiet besser zu erschließen, wurden u. a. eine ganzjährig benützbare Heeresstraße angelegt, die die südlichen Provinzen des Römischen Reiches mit dem rohstoffreichen Norden, aber auch die alte adriatische Handelsmetropole Aquileia mit Siedlungen im inneren Norikums wie z. B. Flavia Solva/Wagna bei Leibnitz verbinden sollte. Diese Römerstraße (Münzfunde in Zlatten) erreichte im Bereich der Heiligen-Geist-Kirche das Stadtgebiet des heutigen Bruck. Sie verlief über die Postwiese in der Brucker Heiligengeistvorstadt, querte wahrscheinlich bei St. Ruprecht, die Mur und setzte sich dann auf dem linken Flussufer über Oberdorf nach Sankt Dionysen (Römerbrücke (Oberdorf)), Donawitz bis in das obere Murtal und zu den Eisenlagerstätten am Erzberg fort. Bei St. Michael traf sie auf die norische Hauptstraße die über die Tauern zur Donau führte. Sie blieb bis in das 17. Jahrhundert unserer Zeitrechnung eine der Hauptverkehrsadern des Murtales. Die Brücke dürfte sich im Bereich der heutigen Tennisplätze auf der Murinsel befunden haben. Dort beobachtete man Mauerstrukturen die vermutlich zu einem Brückenlager gehörten. Sie muss in der – damals nur dünn besiedelten Gegend – ein markantes Bauwerk gewesen sein, an dem sich die Durchreisenden orientieren konnten. Im Ortsteil Picheldorf stieß man ebenfalls auf die Reste einer römischen Murbrücke. Eine Römerstraße zweiter Ordnung zweigte ins Mürztal ab und führte über den Semmeringpass zu den Siedlungen im Alpenvorland und in weiterer Folge zu den Kastellen und großen Städten am oberen Donaulimes.
Vermutlich an der Mündung der Mürz in die Mur (Murius) entwickelte sich im Laufe dieser Zeit eine keltoromanische Siedlung, der vicus Poedicum. Er wird auch in einer der geographischen Hauptquellen für die römische Antike, der Geographike Hyphegesis des Claudius Ptolemäus (Poidikon), erwähnt. Auf Grund seiner günstigen Lage muss er bald eine größere regionale Bedeutung als Murübergang, Verkehrsknotenpunkt – eventuell auch als Etappe des Cursus publicus – erreicht haben. Sein Zentrum befand sich wohl südlich der Mur, im Bereich zwischen der heutigen Postwiese und der Kirche St. Ruprecht. An der Postwiese stieß man auf einige römerzeitliche Reste, das Mauerwerk einer Heizanlage, eine einfache Brandbestattung und zwei Bronzemünzen aus dem 3. Jahrhundert n. Chr. Am rechten Murkai, im Garten des Hauses Leobner Straße 22, wurden ebenfalls antike Hausreste mit Heizanlagen und ein Brandgrab beobachtet. An Funden konnten dort eine kreuzförmige Armbrustfibel aus dem 3. bis 4. Jahrhundert, zwei römische Bronzemünzen aus dem 3. Jahrhundert und diverse Gerätschaften geborgen werden. An der Wiener Straße stieß man bei Bauarbeiten in der Fabriksgasse, nahe der Papierfabrik Norske Skog, auf ein römerzeitliches Grab. Vermutlich bestand die Siedlung zum größten Teil aus den in dieser Region üblichen Holzständerbauten (Grubenhäuser?), aber sicher auch ein paar massiveren und besser ausgestatteten Steingebäuden nach römischem Vorbild.
Die Anwesenheit der Römer wird aber vor allem durch eine Anzahl ihrer Grab- und Meilensteine (einige wurden in den Kirchen von St. Dionysen in Oberaich und St. Ruprecht eingemauert), die in der näheren Umgebung von Bruck geborgen werden konnten, bezeugt. Auch die Namen von einigen (mutmaßlichen) Bewohnern Poedicums sind durch die darauf befindlichen Inschriften überliefert worden. Im Kassenraum der Raiffeisenfiliale Roseggergasse ist ein – dem obersten römischen Staatsgott Jupiter Depulsor gewidmeter – Weihealtar aus der Zeit um 234 aufgestellt. Er wurde beim Bau der Eisenbahnbrücke, im Jahre 1842, bei Pischk/Kaltbach geborgen.
Die Inschrift nennt als Stifter den römischen Soldaten (miles legionis) Caius Julius Probus, einen Angehörigen der Legio X Gemina, stationiert im Legionslager von Vindobona, der hier wohl als Straßenwächter einer Beneficiarstation zur Sicherung und Kontrolle des Verkehrs auf der Fernstraße eingesetzt war. In der Südmauer der Kirche St. Dionysen ist das Grabportrait des Iunianus und seiner Familie eingemauert. Über dem Eingangsportal des Pfarrhofes der Kirche ist die Grabinschrift (Datierung: 100–200) eines Caius Sabinius Primigenius und rechts des Portals die des Caius Atilius Emeritus, Decurio municipii (Magistrat/Stadtrat) der binnennorischen Stadt Teurnia aus der Zeit zwischen 100 und 170, zu sehen. Zwecks Deutung dieser Inschrift reiste im 19. Jahrhundert sogar der Doyen der deutschen Altertumsforschung, Theodor Mommsen, eigens nach Bruck.
Unter Kaiser Diokletian wurde Noricum entlang des Alpenbogens in zwei neue Provinzen, Ufernoricum (Noricum Ripense) und Binnennoricum (Noricum Mediterraneum), aufgeteilt. Poedicum lag nun in Ufernoricum. Ab der zweiten Hälfte des vierten Jahrhunderts setzte die Völkerwanderung ein. Als Folge davon löste sich zwischen 400 und 410 die römische Verwaltungs- und Militärorganisation in Ufernorikum auf. Die massiven politischen und militärischen Umwälzungen dieser Zeitperiode führten schließlich zum Untergang des weströmischen Reiches. Einer seiner Nachfolgerstaaten, das Ostgotenreich in Italien unter Odoaker, deportierte 488 den Großteil der romanischen Bevölkerung Ufernoricums in den Süden und gab die Provinz damit faktisch auf. Nur Binnennoricum verblieb noch bis in das 7. Jahrhundert unter der Herrschaft der Ostgoten.

### Frühmittelalter
Um 600 zogen aus dem Osten Slawen ins Land und gründeten das Fürstentum Karantanien. Als die Slawen von den Awaren massiv bedrängt wurden, riefen sie im Jahre 740 Herzog Odilo von Bayern zu Hilfe. Über 100 Jahre zogen sich die Kämpfe hin, während der die Bayern die stetig zurückweichenden Awaren aus dem nur dünn besiedelten Land drängten, sich danach dort niederließen und ab 772 auch Kärnten und die übrige Steiermark besetzten. Im Jahre 778 fielen beide – samt dem bayrischen Herzogtum – an das Frankenreich der Karolinger unter Karl dem Großen. Dessen Nachfolger teilten es später in das westfränkische und das ostfränkische (deutsche) Reich, zu letzterem zählte auch die Mark Karantanien. Nach der Besetzung durch die Bayern wurde das Land dem Erzbischof von Salzburg zur Christianisierung zugewiesen, in „Prukke“ – das in der heutigen Vorstadt St. Ruprecht lag – wurden Leute aus dem ostfränkischen Reichsteil angesiedelt. Unter König Ludwig dem Deutschen wurde Prukke in einer Urkunde aus dem Jahr 860 das erste Mal namentlich erwähnt. Der Ortsname „ad pruccam“, bezieht sich auf einen Herrenhof des Erzstiftes Salzburg, der in einer Urkunde vom 20. November 860 aufscheint, er gründete sich vermutlich noch auf die römische Poststation.

### Stadtgeschichte

#### Mittelalter
Die Ansiedlung, an deren Stelle heute der östliche Bereich des mittelalterlichen Stadtkerns liegt, scheint in den Urkunden als „muorica kimundi“ (Mürzgemünd) auf. Sie wurde vermutlich schon im 7. Jahrhundert von slawischen Siedlern gegründet.
Sie befand sich ebenfalls im Besitz Salzburgs und wurde im Mai 927 bei der Synodenversammlung in der Kirche von Maria Saal in Kärnten dem Chorbischof Kotabert und seinem Vogt, dem Herzog Berchtold in Kärnten, zur Nutzung auf Lebenszeit übergeben. Am 18. Mai 982 bestätigte Kaiser Otto II. alle Besitzungen des Erzbistums Salzburg in der Steiermark. Bruck wurde ausdrücklich genannt.
1074 fiel das Besitztum an das Stift Admont. Die Siedlung entwickelte sich dank ihrer günstigen Lage bald zu einem bedeutenden Handelsplatz. Um 1050 kam die als Grenzmark errichtete marchia carentana und somit auch Bruck an der Mur an Otakar I. von Traungau. Die Traungauer oder Otakare beherrschten nun einen Länderkomplex, der von der oberösterreichischen Donau bei Linz und von der Piesting im Nordosten über die Niederen Tauern bis in die heute zu Slowenien gehörende Untersteiermark reichte. Als am 5. Mai 1192 Herzog Otakar IV. kinderlos starb, wurde der Erbvertrag mit den verwandten Babenbergern wirksam und Kaiser Heinrich VI. belehnte nun Herzog Leopold V. mit der Steiermark. Friedrich der Streitbare (1230–1246) räumte dem Ort das Recht ein, dass nur hier auf der Strecke zwischen Rottenmann und Bruck Salz niedergelegt und in Stufen gestoßen werden durfte. Dies war für die Stadt ein äußerst günstiges Privileg.
Am 15. Juni 1246 fiel Herzog Friedrich der Streitbare in der Schlacht an der Leitha gegen König Bela IV. von Ungarn. Um das Erbe des mit Friedrich dem Streitbaren ausgestorbenen Geschlechts der Babenberger stritten sich der Böhmenkönig Ottokar II. Přemysl und Bela von Ungarn. Ende 1252 wählten die steirischen Stände den Sohn Belas, Stephan, einstimmig zum steirischen Herzog und die Steiermark und somit auch Bruck an der Mur wurden von Ungarn verwaltet und nach dem Frieden von Ofen 1254 von den Ungarn besetzt.
Am 12. Juli 1260 gelangte der Ottokar durch den siegreichen Ausgang der Schlacht bei Kressenbrunn (heutige am Ort Marchegg) gegen die Ungarn in den Besitz der Steiermark. Er erkannte die günstige Lage Brucks an der Mündung zweier Flüsse am Fuße eines leicht zu befestigenden Berges und befahl seinem Statthalter Bischof Bruno von Olmütz die „novella plantatio“ – also eine Neugründung des Ortes. 1263 tauschte er mit dem Stift Admont Gründe und Einkünfte, legte den jetzigen Stadtkern an und umgab ihn mit einer Mauer. Die Mauern stehen zum Teil heute noch. In einer Urkunde vom 17. August 1263 wird Bruck bereits als „oppidum de Brucke“, als „Stadt Bruck“ bezeichnet.
Nach der Niederlage König Ottokars gegen den Habsburger Rudolf I. fiel die Steiermark wieder an das Heilige Römische Reich zurück. Rudolf bestätigte am 25. August 1277 die alten Privilegien und verlieh den Namen und die Rechte einer Stadt. 1282 belehnte König Rudolf I. seine Söhne Albrecht und Rudolf mit Österreich, Steiermark, Krain und der Windischen Mark. 1292 entsetzte sein Nachfolger Albrecht I. die Stadt, als sie von steirischen Adeligen, verstärkt durch Söldner des Herzogs Otto von Bayern und des Erzbischofs von Salzburg, Konrad IV., als sie im Zuge des Aufstandes des Landsberger Bundes ab 17. Februar 14 Tage lang belagert wurde. Albrecht drang mit seinem Heer über den stark verschneiten Semmering in die Steiermark ein. Der Weg über den Pass musste aber vorher erst von 600 Frohnbauern freigeschaufelt werden. 1313 erlaubte Herzog Friedrich der Schöne die freie Wahl von zwölf „Geschworenen“ (Gemeinderäte). 1329 wurde das Bürgerspital bei der Leobnerbrücke erstmals urkundlich erwähnt, es muss aber schon viel früher bestanden haben, da es die Gemahlin Herzog Friedrichs (1306–1330) in ihrem Testament bedacht hatte.
1347 erteilte Herzog Albrecht II. der Brucker Bürgerschaft die Erlaubnis zur Errichtung von drei Bierbrauereien.
1348, mit Beginn am 25. Jänner, erschütterte acht Tage hindurch ein heftiges Erdbeben das Mur- und Mürztal und brachte die Burg Kindberg zum Einsturz. In Kärnten rutschte die Südwand der die Villacher Alpe ins Gailtal ab und verschüttete dabei siebzehn Gemeinden. Über Schäden in Bruck gibt es keine Aufzeichnungen.
1357 wurde ein eigener „Judenrichter“ erwähnt. Da der Wohlstand der Bürger durch den Salzhandel und das Niederlagsrecht stark angewachsen war und auch das Vermögen des jüdischen Bevölkerungsteils rasch zunahm, entstand daraus bald Neid und Missgunst, verbunden mit einer Menge Streitigkeiten. Um 1360 wurden die Hammerwerke Höllhammer, Hammerwerke an der Laming und die Mürzhämmer vor dem Wienertor errichtet. 1382 brannten 108 Häuser ab und damit mehr als die Hälfte der damaligen Stadt sowie das Minoritenkloster.
1385 gewährte Leopold III. wieder das Fürfahrtgeld (Mautgeld), das in den folgenden Jahren immer wieder bewilligt wurde, wenn die Stadtverwaltung dringend Geld brauchte. 1418 gebot Herzog Ernst der Eiserne, dass ausländische Kaufleute aus den Reichsstädten Augsburg, Nürnberg, Ulm sowie Salzburger und Schwaben ihre Waren von Gold und Silber, Wachs, Safran, Pelzwaren und „ander Gut“ hier zum Verkauf niederlegen müssen, das heißt, sie mussten die Waren einen Tag anbieten und waren gezwungen, zu übernachten.
Am 4. April 1423 starb der Minnesänger Hugo von Montfort in Pfannberg bei Frohnleiten und wurde in der Minoritenkirche in Bruck an der Mur beigesetzt. Er war ein Freund von Herzog Ernst dem Eisernen und als Landeshauptmann vertrat er diesen beim Konzil von Konstanz im Jahre 1414. 1424 starb Herzog Ernst der Eiserne in Bruck. Seine Eingeweide wurden in der Liebfrauenkirche am Hohen Markt beigesetzt, sein Leichnam ins Stift Rein gebracht. Des Herzogs Bruder, Friedrich von Tirol (Friedel mit der leeren Tasche), übernahm die Vormundschaft über seine minderjährigen Söhne Friedrich, Albrecht und Ernst (Ernst starb 1432).
1436 genehmigte Papst Eugen zur Entlastung des Erzbischofs von Salzburg eine höhere Jurisdiktionsgewalt an den jeweiligen Pfarrer von Bruck, der somit Erzpriester (Archidiakon) von Obersteier wurde.
1443 und 1478 wird wiederholt das „Sundersiechhaus“ (Leprosenhaus) erwähnt, so dass man annehmen muss, dass diese Krankheit auch hier grassierte.
1452 und 1485 sowie 1496 wurden Landtage in Bruck abgehalten. Auch für andere Versammlungen und Tagungen (Stände, Regierungsbehörden) war Bruck sehr beliebt.
1461 ist „der mehrere Teil der Stadt verbrunnen“. Als Soforthilfe gewährte Kaiser Friedrich III. ein höheres Fürfahrtsgeld und einen zweiten Jahrmarkt am Sonntag vor Pfingsten.
1479 fielen die Ungarn wieder in die Steiermark ein und besetzten große Teile Obersteiermarks. 1480 zogen türkische Horden raubend und brennend, von Judenburg und Rottenmann kommend, über Leoben und Bruck ins Mürztal und nach Graz in Richtung Radkersburg. Sie haben wahrscheinlich die Heiligen-Geist-Kapelle und das dazugehörige Lazarett vernichtet und dürften auch die Pfarrkirche St. Ruprecht schwer beschädigt haben.
1488 erlaubte Kaiser Friedrich die alljährliche freie Wahl eines Bürgermeisters und verlieh der Stadt die Rotwachsfreiheit, das Recht, die Stadtschriften mit rotem Wachs zu siegeln. Der erste Bürgermeister hieß Michael Holzapfel und war der Schwager des Pankraz Kornmesser (Besitzer des Kornmesserhauses). 1496 wurden die Juden aus der Steiermark vertrieben.
1499 bis 1505 ließ der reiche und angesehene Bürger Pankraz Kornmeß auf dem Hauptplatz das Kornmesserhaus erbauen. Die Spuren der Familie des Erbauers verloren sich jedoch bereits 1529 in der Geschichte der Stadt.

#### Frühe Neuzeit

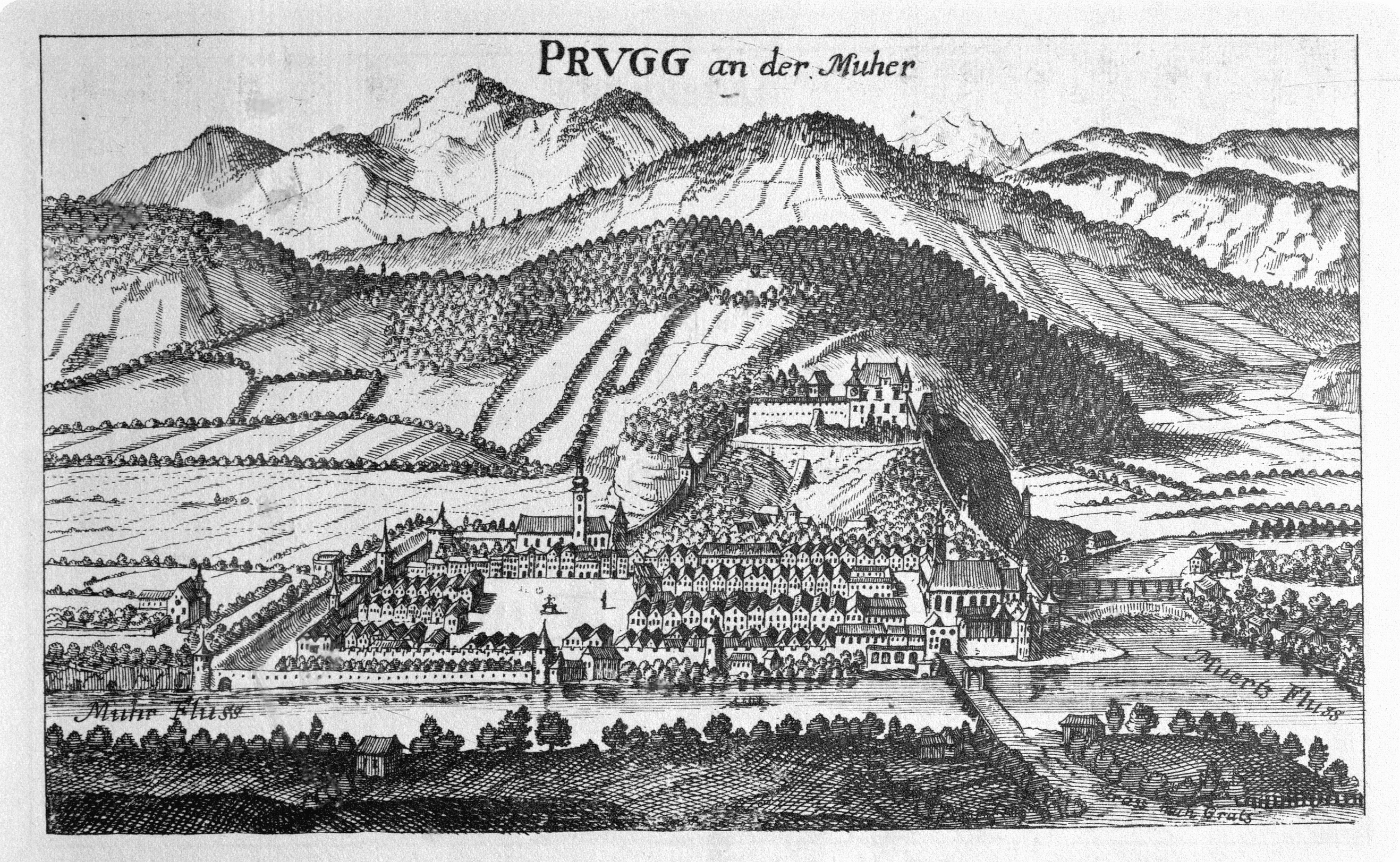
Stadt Bruck um 1684; aus Vischer: Topographia Ducatus Stiriae

1503 verlieh Maximilian I. den Schmiedmeistern der Stadt das Privilegium, auf ihre „Schmid- und Handwerch“ ein „sonnder Wartzaichen“ zu schlagen: Einen Schild, darinnen eine Brücke mit zwei Türmen und einem Panther. Dieses Motiv wurde zum Stadtwappen.
Im Jahr 1510 brannten 52 Häuser ab. 1526 entwickelten sich erste Kämpfe gegen die „Lutherei“. 1528 waren die hiesigen Priester und ein Großteil der Bürger schon dem neuen Glauben zugetan. Unabhängig von Luther kam aus der Schweiz über Vorarlberg und Tirol eine Glaubensgemeinschaft ins Land, deren Anhänger als „Wiedertäufer“ bekannt wurden. Eine Visitations-Kommission verhaftete in Bruck zwölf Täufer und ließ sie hinrichten: die Männer wurden enthauptet, die Frauen ertränkt.
1530 gab es wieder einen großen Stadtbrand. 1543 standen nach dem Brand von 1530 noch 32 Häuser leer und verödet. Viermal raffte die Pest viele Einwohner der Stadt dahin (1541–1545, 1569, 1623 und 1674).
Am 1. Jänner 1578 fand der große innerösterreichische General-Landtag in Bruck statt. 30 steirische, 26 kärntnerische, 14 krainische und vier Vertreter aus Görz verhandelten mit Erzherzog Karl II. über Militär- und Geldangelegenheiten.
1600 fand sich eine Reformationskommission unter der Führung des Fürstbischofs Martin Brenner von Seckau, des „Apostels der Steiermark“, ein. Bis auf fünf Bürger erklärten alle, dem katholischen Glauben wieder beizutreten.
1608 bis 1610: Wohl als Folge der Rekatholisierung wurde ein Kapuzinerkloster errichtet und 1611 durch Fürstbischof Martin Brenner eingeweiht.
1609 erwarb der Magistrat die fürstliche Burg Erzherzog Ferdinands auf dem Hauptplatz. Der Umbau dauerte bis 1629. Als Ersatz richtete sich Erzherzog Ferdinand im Stubenberg’schen Freihaus in der Wienergasse (später Herzog-Ernst-Gasse) seine Burg ein.
1622 kaufte die Stadtverwaltung das Kornmesserhaus und benutzte es bis 1628 als Rathaus. 1626 erwarb der Magistrat nach jahrelangen Bemühungen die Herrschaft Landskron mit dem Amt Pischkberg und kam damit in den Besitz weiterer Forste sowie des Jagd- und Fischereirechts.
Im Jahr 1626 wurde der bereits vor 1613 errichtete Ziehbrunnen auf dem Hauptplatz vom Brucker Steinmetz Hanns Prasser im Sockelbereich renoviert.
Mit Wasser wurde die Stadt vor Einführung der Druckwasserleitung 1882 durch öffentliche Brunnen versorgt, die auf den Plätzen oder in den Gassen, entweder mitten in der Fahrbahn oder an den Hauswänden angebracht waren. Sie waren teils Schachtbrunnen, aus denen das Wasser geschöpft oder gepumpt wurde, teils rinnende, zu denen das Wasser in Holzrohren aus dem Stadtwald über die Grazerbrücke zugeleitet wurde. Einzelne Brunnen sind jedenfalls schon gleichzeitig mit der Erbauung der Stadt errichtet wurden, doch fehlen Angaben, da alle Ratsprotokolle vor 1542 verloren gingen. 1613 wurde erstmals der Platzbrunnen am Fleck und in der Mittergasse genannt, 1679 die Zisterne, in welcher sich das Regen- und Schneewasser des Hauptplatzes sammelte. 1613 wurden bei der Neuverlegung der Wasserrohre 4700 Klampfen und unzählige Rohre verbraucht. Der „Ehrsambe Rat“ hat 1679 die Verordnung erlassen: „dass die weiber bey denen Stattprün sich aller vnsauberkheit mit waschen vnd andern Pritschln enthalten, widrigenfalls die Betrettende Person durch den Gerichtsdiener aldort Bey denen Prünen angehöfftet werde“.
Gefährdet war die Reinlichkeit des Brunnenwassers aber am meisten durch das Fehlen jeglicher Kanalisation. Die Aborte (das „haimbliche Gemach“) vieler Häuser waren in die „Reichen“ eingebaut (Zubauten an den Außenwänden der Häuser). Nicht alle „Reichen“ waren gegen die Straße zugemauert, so dass Vorübergehende auf den „haimblichen“ Sitz und den darunter liegenden Unrat sehen konnten. Viele Häuser hatten keine Senkgruben. Bei stärkerem Regen oder wenn die Grube voll war, floss der Unrat auf die Gasse, die das Rinnsal in der Mitte hatte. Wegen der zahlreichen Ratten hielt man sich Katzen.
Am 20. November 1626 erwarb die Stadt von Kaiser Ferdinand II. die „Burg Landskron“ samt seinem zugehörigen Amt Pischk.
Aus Anlass des Ausbruchs der Pest im Jahr 1634 wurde ein Pestlazarett bei der St.-Bartholomäus-Kapelle (beim späteren Mädchen-Pensionat an der Leobnerstraße) errichtet und 1645 ein Pestfriedhof angelegt.
1654 verkaufte die Stadt das bis dahin innegehabte Landgericht Tragöß an das Stift Göß, da sie dringend Geld brauchte, um die Kriegskostenzahlung an die Schweden, anlässlich des Abschlusses des Dreißigjährigen Krieges, leisten zu können.
1663 musste die Steiermark 6000 Mann gerüstet an die Grenzen gegen die Türken stellen und erhalten, einen Teil davon auch Bruck.
Im Jahr 1674 gab es wieder eine Pestepidemie. Am 2. März 1683 vernichtete ein Großbrand 117 Häuser, das Minoritenkloster und die Kirche, Wehrgänge, sieben Stadttürme und den Liesinghammer an der Mürz (zwei Drittel der Stadt). 1688 brannte es wieder, wobei nähere Aufzeichnungen fehlen.
1697 hatte das Land wiederum 500.000 fl. Steuern und 250.000 fl. „freiwillige Kriegshilfe“ für den Türkenkrieg zu zahlen.
1708 brannten in der Mittergasse sieben Häuser nieder.
1710 wurde von den Bürgern die Mariensäule (Pestsäule) am Hauptplatz errichtet. 1716 wurde neuerlich die Pest eingeschleppt; sie wütete in noch nie dagewesenem Ausmaß. Die Bürger gelobten den Bau einer Kirche, wenn die Pest aufhöre. Die Kirche wurde auf dem Kalvarienberg errichtet und 1719 eingeweiht. Nach 1716 sind keine Aufzeichnungen über Pestfälle mehr bekannt geworden.
1723 wurde eine neue „tobakh manufactur“ (Tabakverschleiß) errichtet, aber noch 1794 war das Rauchen auf der Straße bei einer angedrohten Strafe von 25 Stockstreichen verboten.
1728, auf der Reise zur Erbhuldigung in Graz, übernachteten Kaiser Karl VI. und seine Gemahlin Elisabeth, die Prinzessin Maria Theresia und deren Gemahl Franz von Lothringen im Gasthof „Zum schwarzen Adler“ und setzten am nächsten Tag ihre Reise nach Graz fort.
1742 erwarb Bruck den kaiserlichen Forst in der Nähe der Stadt und das dazugehörige Jagdrecht. Die Wälder waren damals sehr wildreich, noch 1788 und 1789 wurden in den benachbarten Wäldern Wolfsjagden abgehalten.
1748 wurde die Steiermark in fünf Kreisämter eingeteilt; auch Bruck wurde Kreishauptstadt.
1763 brannte es in der Grazergasse (später Roseggerstraße). Einige Häuser und wiederum das Minoritenkloster, das schon einmal 1683 abbrannte, wurden vernichtet.
1765 reiste Maria Theresia mit ihrem Gemahl durch Bruck zu einer großen Gämsenjagd am Reiting.
1770 ordnete die Regierung eine allgemeine Häuser-Nummerierung an und führte die allgemeine Wehrpflicht ein. Zwei Kompanien des Regimentes Prinz Baden-Durlach Nr. 27 waren in Bruck stationiert.
Die Finanzlage der Stadt war so schlecht, dass die Herrschaft Landskron und einige andere Realitäten im Lizitationswege veräußert werden mussten. Käufer war Franz Xaver Fraydt von Fraydenegg.
1781 äscherte ein Brand zehn Häuser ein.
Im Zuge der Josephinische Reformen wurde 1782 das Minoritenkloster nach 500-jährigem Bestand aufgehoben.
1783 wurde wegen der schlechten Finanzlage über die Stadt die „Sequestration“ (Zwangsverwaltung) verhängt, die erst 1806 aufgehoben wurde.
1785 verlor der Stadtpfarrer von Bruck den Titel „Erzpriester von Obersteier“. Der Papst hob das Erzpriestertum in Bruck nach 349-jähriger Dauer auf.
1790 weilte der neapolitanische Hof mehrere Tage in Bruck, wobei große Festlichkeiten abgehalten wurden.
Um diese Zeit entbrannte ein Kampf der steirischen Städte und Märkte um ihre Vertretung im Landtag. In Bruck fanden aus diesem Grund wiederholt Versammlungen der Vertreter dieser Städte und Märkte statt, die gegen die Einschränkung ihrer Rechte seitens der übrigen Stände (Prälaten, Herren und Ritter) Stellung nahmen und schließlich bei Kaiser Leopold II. nicht unwesentliche Begünstigungen erreichten.
Am 3. September 1792 traf die Stadt wohl der schwerste Schicksalsschlag. Der größte Brand, ausgelöst durch Unachtsamkeit im Haus eines Sattlermeisters am Hauptplatz, entfacht und ausgebreitet durch einen zur Zeit herrschenden Sturmwind, äscherte die Stadt fast zur Gänze ein. Von 166 Häusern wurden 164 ganz oder teilweise zerstört, das Schloss Landskron ging ebenfalls in den Flammen unter und die Stadtpfarrkirche und der Pfarrhof wurden schwerst beschädigt. 153 Familien, deren Häuser niedergebrannt waren und über 200 Untermieter verloren in wenigen Stunden das Dach über dem Kopf und alles Hab und Gut. Auch neun oder zwölf Personen sollen ums Leben gekommen sein (zwei verschiedene Aufzeichnungen).
Der Wiederaufbau der Stadt brachte manche Veränderung des Stadtbildes mit sich. Der Minoritengarten vor dem Gasthof „Zum Schwarzen Adler“ wurde für Straßenzwecke verwendet, das Wienertor abgetragen und ein Straßenzug von der Mittergasse über den Minoritenplatz zur Mürzbrücke eröffnet. Das Rathaus musste fast zur Gänze neu erbaut werden, lediglich die alten Säulen im Hofraum sind von der ehemaligen Burg geblieben. Beim Neubau wurde die Front gegenüber dem „alten Rathaus“ (Apothekerhaus) zurückgesetzt und dadurch eine neue Gasse eröffnet.
1794 gab es am 6. Februar ein heftiges Erdbeben.
1795 wurde in der Mitte des Hauptplatzes der „Steinerne Brunnen“ errichtet. Die Stadt besaß jetzt fünf öffentliche Brunnen, die ihr Wasser zum Teil durch hölzerne Röhren aus dem Holzgraben erhielten. 1946 wurde der Steinerne Brunnen abgetragen.
1795 verlieh Papst Pius VI. dem jeweiligen Stadtpfarrer die Würde eines infulierten Propstes (Prälaten).

#### Neuere Geschichte

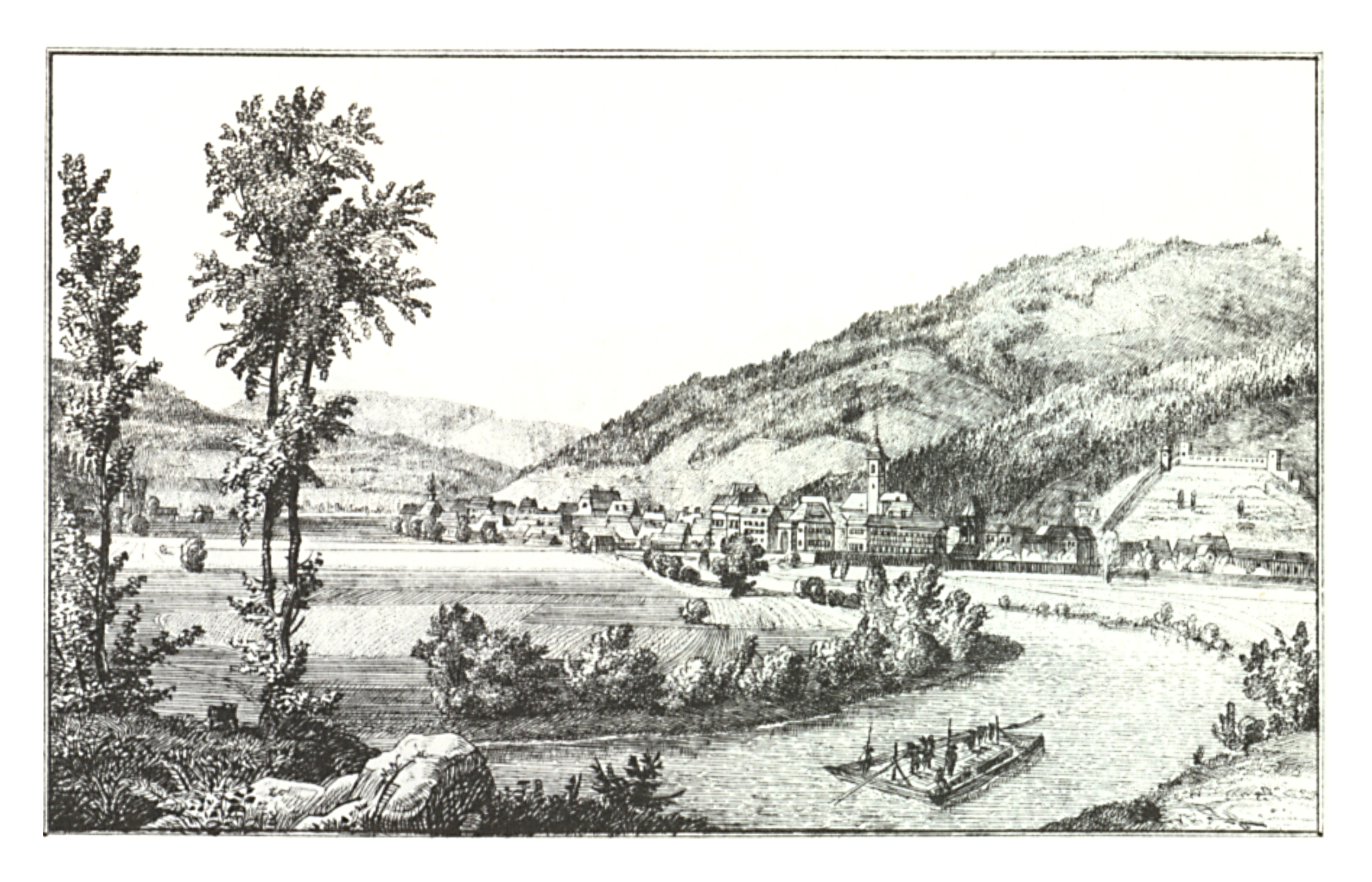
Bruck an der Mur von Süden, um 1820, Lith. Anstalt J. F. Kaiser, Graz

Im Jahre 1797 bekam die Stadt erstmals direkten Kontakt mit den Franzosen, die am 20. April 1792 ihre Kriegserklärung verkündet hatten und den ersten Koalitionskrieg auslösten. Erzherzog Karl, der sich aus der Lombardei zurückziehen musste, traf am 4. April 1797 in Bruck ein. Drei Tage später wurde auf Vorschlag Napoleons ein Waffenstillstand geschlossen. Am 7. April rückte der Vortrupp Napoleons in Bruck ein. Am nächsten Tag folgte Napoleon Bonaparte mit dem Gros seiner Armee. Nur die Mürz trennte die gegnerischen Heere. Am 18. April schloss Napoleon mit Erzherzog Karl den Vorfrieden von Leoben. Die Franzosen verließen die Stadt wieder am 25. April. In der Zeit ihres Aufenthaltes wurde alles, was die total verarmte Bevölkerung noch besaß, geplündert, geraubt und durch Misshandlungen erpresst.
Im Jahre 1799 schlossen sich Österreich, Großbritannien und Russland zusammen und erklärten den zweiten Koalitionskrieg gegen Napoleon. Aus diesem Anlass zogen im April 1799 russische Truppen unter dem bedeutenden Heerführer Suwarow durch Bruck. 1801 endete dieser Krieg.
Im Jahre 1800 wurde das bürgerliche Grenadierkorps aufgestellt, eine Bürgerwehr, welcher der Schutz der Stadt anvertraut war.
Ende Dezember 1800 kam Ludwig Josef von Bourbon, Prinz von Condé, mit einem Emigrantenheer nach Bruck und ließ sich hier nieder. Das Korps bestand aus französischen Flüchtlingen, die an der Seite der Koalition gegen Napoleon kämpften und stand nun knapp vor der Auflösung. Dem Korps gehörten zu diesem Zeitpunkt noch an: 22 Marschälle, 6 Prinzen, über 60 Generäle, mehr als 60 Grafen, über 35 Marquis, eine Anzahl Adeliger vom Vicomte abwärts, 25 Priester, darunter zwei Bischöfe und eine Äbtissin. Beim Depot hatte man 349 Offiziere, 216 adelige Frauen und Fräulein, 154 Soldaten, 500 Soldatenweiber und Kinder und 204 Bediente. Der bunte Haufen zog am 15. Jänner 1801 von Bruck ab über Graz nach Windisch-Feistritz, wo die Auflösung erfolgte.
1803 brach wiederum ein Feuer aus, das 17 oder 18 Häuser und das Minoritenkloster schwer beschädigte.
Im Jahre 1805, im August, trat Österreich der britisch-russischen Koalition gegen Frankreich bei, der sich schließlich auch Schweden anschloss. Die Koalitionstruppen waren den Franzosen unterlegen und Bruck wurde wieder vom 10. November 1805 bis 1. Jänner 1806 von französischen Truppen besetzt.
1807, 2. Mai: Die Wiener Hofkanzlei verfügte auf Anordnung Kaiser Franz I. die Aufhebung des Minoriten-Klosters.
Im Jahre 1809 gab es wieder Krieg mit den Franzosen. Österreich war der Verlierer und die Stadt Bruck litt unter der Besetzung vom 27. Mai 1809 bis 2. Jänner 1810. Die Besatzer und immer wieder durchziehende französische Truppen raubten der Bevölkerung alles und brachten sie zur Verzweiflung.
1818 löste sich das Kapuzinerkloster durch Nachwuchsmangel auf.
1819 ereigneten sich am 26. Februar und am 1. März starke Erdbeben.
1821 kamen hohe Gäste durch Bruck: am 2. Jänner Kaiser Franz I. von Österreich und einen Tag später Zar Alexander von Russland. Die beiden Hoheiten reisten zu einem Kongress nach Laibach.
1827 zerstörte Hochwasser die Leobnerbrücke. Aus diesem Grunde musste eine Notstraße über die Postwiese zur Grazerbrücke geschaffen werden, bis die Brücke wieder aufgebaut wurde. Diese konnte erst 1830 dem Verkehr übergeben werden (Eröffnung durch Kaiser Franz I.).
Am 6. August 1838 übernachtete Kaiser Ferdinand I. mit seiner Gemahlin auf der Reise nach Mailand in Bruck. Auf der Rückreise am 25. Oktober blieben sie wieder eine Nacht hier. Am 21. Oktober 1844 eröffnete Erzherzog Johann die Eisenbahnstrecke Mürzzuschlag–Bruck–Graz. Am 29. Dezember 1845 befand sich der Kaiser von Russland, Zar Nikolaus I. in Bruck und übernachtete hier. Er hatte in Palermo seine kranke Gemahlin besucht und befand sich auf dem Heimweg. Mit einem Sonderzug fuhr er auf der neuen Bahnstrecke bis Mürzzuschlag und setzte dann seine Reise mit einer Kalesche fort. Am 16. November 1846 vermählte sich in der Minoritenkirche der Graf von Chambord, Enkel Karls X. von Bourbon, mit der Großnichte Kaiser Leopolds II. Marie Theresia Beatrix Cajetana d’Este.
1848, nach der Märzrevolution, übernahm der erst 18-jährige Erzherzog Franz Joseph am 2. Dezember 1848 als Kaiser Franz Joseph I. die Regierung in der Donaumonarchie. Bruck war insofern betroffen, als zur Aufrechterhaltung der Ordnung eine Nationalgarde aufgestellt werden musste, die 1851 wieder aufgelöst wurde. Außerdem gab es Verwaltungsänderungen: Der Magistrat wurde aufgelöst und eine Gemeindevertretung gewählt. Das Kreisamt wurde aufgehoben und in eine Kreisregierung umgewandelt. Später wurde daraus ein Bezirksamt und dann eine Bezirkshauptmannschaft.
1849 wurden von Nationalgardisten Deserteure der Palatinalhusaren in der Stadt gefangengesetzt. 15 Unteroffiziere und 21 Mann wurden vom Kriegsgericht zum Tode verurteilt und sogleich vor der Stadtmauer erschossen.
1855 gab es für die Steiermark eine neue Kreiseinteilung, Bruck blieb Kreishauptstadt. 1861 erfolgte die Gründung der Sparkasse der Stadt Bruck unter Haftung der Stadtgemeinde. 1868 konnte am 1. September die Eisenbahnlinie Bruck–Leoben eröffnet werden.
1881 wurde die Papier-, Holzstoff- und Zellulosefabrik M. Diamant gegründet. Ebenfalls 1881 gründete man eine Fachschule für Holzindustrie, die später in eine solche für Eisenindustrie umgewandelt wurde.
1882 entstand die städtische Druckwasserleitung, welche das Wasser auch in höhere Stockwerke bringen konnte.
1887 erbaute das Land Steiermark nach modernsten Erkenntnissen ein Spital in der Murvorstadt, das nach dem Kronprinzen Österreichs „Rudolf Spital“ benannt wurde und von ihm am 28. Oktober seiner Bestimmung übergeben wurde.
Am 24. Oktober 1897 erhielt Bruck seinen ersten Rettungswagen, ein mit zwei Pferden bespanntes Gefährt.
1898 brannte am 17. Dezember das Stadttheater ab.
1900 erfolgte durch das Land Steiermark und den Steiermärkischen Forstverein die Gründung der „Höheren Forstlehranstalt“ für die österreichischen Alpenländer. Die Schule ist seit 2005 Österreichs einzige Höhere Bundeslehranstalt für Forstwirtschaft.
1903 wurde das Städtische Elektrizitätswerk erbaut und 1907 eröffnete die Realschule (später Realgymnasium). Am 11. Juni 1911 wurde auf dem Schlossberg die damals wohl modernste Schießstätte der Monarchie, die „Kaiser Franz Josef Schießstätte“ durch Erzherzog Friedrich feierlich eingeweiht.
Der Weltkrieg 1914–1918 unterbrach die Entwicklung der Stadt.
Am 8. Jänner 1919 wurden die Brucker Archivbestände von 1850 bis 1886 samt Einreichungs-Protokollen und Indices mit einem Gesamtgewicht von 8.448 kg zum, Preis von 9 K 50 h pro 100 kg als Altpapier an einen Brucker Kaufmann verkauft und in der Papierfabrik Frohnleiten eingestampft. Am 19. Juli 1919 konstituierte sich der neugewählte Gemeinderat. 1922 kam die Katastralgemeinde Berndorf, die zu Kapfenberg gehört hatte, zur Stadtgemeinde Bruck. 1923 betrug die Einwohnerzahl 11.290 Personen.
25. April 1924: Laut Statistik ist Bruck am Höhepunkt der Inflation mit wöchentlichen Lebenshaltungskosten von 178.469 Kronen vor Graz mit 155.062 Kronen die teuerste Stadt Österreichs.
Obwohl nicht zur Stadt Bruck gehörend, soll doch das 1927 entstandene Pernegger Murkraftwerk und der dazugehörende Stausee erwähnt werden, da diese Errichtung eine große Bedeutung für die Region hatte.

#### Neueste Geschichte
1928 bis Mai 1945
1928 erfolgte die Errichtung des Post- und Telegraphenamts auf dem Hauptplatz. Im gleichen Jahr wurde der Bundesrealschule eine Handelsschule angegliedert. Bruck war auch immer ein wichtiger Bahnknotenpunkt. Aufzeichnungen aus dem Jahr 1928 ergaben folgenden Überblick: In diesem Jahr verkehrten in der hiesigen Station 9.348 Schnellzüge und 19.320 Personenzüge. Abgefertigt wurden 400.887 Personen. Die Bundesbahnen beschäftigten in Bruck 900 Beamte, Hilfsdienste und Arbeiter.
1928/29 wurde die Grazer Holz-Murbrücke durch eine Eisenbetonbrücke ersetzt. 1930/31 wurde der 1.200.000 Liter fassenden Wasserbehälter auf dem Schlossbergplateau errichtet.
Am 13. September 1931 wurde im Zuge des Pfrimer-Heimwehrputsches der Schlossberg „besetzt“. Nach ein paar Stunden war der Spuk unblutig beendet. Dr. Pfrimer wurde im Oktober im Leobener Schauprozess freigesprochen.
Die gesellschaftlichen Spannungen, die sich seit 1848 immer weiter aufgebaut haben, erreichten im Februar 1934 ihren Höhepunkt, als sich Heimwehr und Schutzbund in Bruck eine blutige Schlacht lieferten. Der bekannte Arbeiterführer Koloman Wallisch wurde in der Folge zum Tode verurteilt und in Leoben hingerichtet. Von der Schutzbundtruppe kamen in Bruck (außer Wallisch) noch elf Personen ums Leben. Nach diesem Aufstand wurde der Schutzbund verboten.
In den 1930er Jahren erfolgte, verglichen mit den vergangenen Jahrzehnten, eine rege Bautätigkeit. Einige Beispiele: Es entstanden Wohnhäuser für die städtischen Angestellten, die später zu einer Kaserne (Erzherzog-Johann-Kaserne) umfunktioniert wurden. Am 11. April 1934 erfolgte der Spatenstich für die erste Stadtrandsiedlung in der Heiligen-Geist-Gasse.
Die Stadtrandsiedlung in Berndorf-Laming, an der Tragößerstraße, entstand ebenfalls in den Dreißigern. Auch die Entstehung der Wüstenrotsiedlung in der Wüstenroterstraße fällt in die späten dreißiger Jahre. Ebenfalls in dieser Zeit errichtete die Kammer für Arbeiter und Angestellte ein Kinderheim auf den Kreckerfeldern (Grabenfeldstraße). Diese Bauten waren aber nur ein Tropfen auf den heißen Stein, denn der Durchschnitt der Bevölkerung konnte sich weder ein Haus noch eine einigermaßen anständige Wohnung leisten. Die jahrelange Arbeitslosigkeit verurteilte viele Menschen zu einer hoffnungslosen Armut und zwang sie, Entbehrungen und Demütigungen zu ertragen.
Am 9. Juli 1935 eröffnete Bundespräsident Miklas die neue Eisenbahnbrücke über die Mur. Im gleichen Jahr wurde die Höhere Forstlehranstalt aufgelassen.
Am 12. März 1938 erfolgte der Anschluss Österreichs an Deutschland. Sonntag, den 13. März, verließ die Batterie des Feldkanonenregiments Nr. 6, die seit dem 27. Februar hier stationiert war, Bruck, um nach Wien zurückzukehren. Um die Mittagszeit desselben Tages erwartete die Bevölkerung die Ankunft der deutschen Wehrmacht. Gegen 13 Uhr fuhren die Auto- und Motorradkolonnen in die Stadt ein. Gleichzeitig überflogen mehrere Flugzeuggeschwader Bruck an der Mur. Nach der Durchfahrt fand am Hauptplatz die Vereidigung der hiesigen Garnison auf den „Führer“ statt.
Am 16. März wurde die Gendarmerie des Bezirkes Bruck an der Mur vereidigt. Bald danach wurde der Gauleiter Sigfried Uiberreither am Hauptplatz empfangen. Am 21. März hielt sich SS-Reichsführer Himmler kurz in Bruck auf, um an einem Kameradschaftsabend im Hotel Zum schwarzen Adler teilzunehmen. Sieben Tage später fuhr Generalfeldmarschall Göring in einem Sonderzug durch Bruck. Während des kurzen Aufenthaltes erstatteten die NSDAP-Kreisleiter sowie die Sturmbannführer der SS und SA die Meldung.
Am Sonntag, den 3. April, traf um 14:15 Uhr der „Führersonderzug“ auf der Fahrt nach Graz am hiesigen Bahnhof ein. Als Hitler am Fenster erschien, wurde er begeistert begrüßt. Dasselbe Bild bot sich am Montag, als der Zug von Graz kommend, zehn Minuten Aufenthalt hatte. Am 7. April 1938 traf der Reichsbauernführer Walther Darré am Adolf-Hitler-Platz (heute: Koloman-Wallisch-Platz) ein. Anlässlich des Bauerntags hielt Kreisleiter Karl Ahorner vor dem Rathaus eine Ansprache.
Am 10. April fand die Volksabstimmung für den Anschluss an Deutschland statt. In Bruck waren 8.524 Männer und Frauen stimmberechtigt. Davon beteiligten sich an der Abstimmung 8.506 Personen. Die Zahl der abgegebenen Ja-Stimmen betrug 8.466, die der Nein-Stimmen 21, 19 Stimmen waren ungültig.
Für die Gemeinden bedeutete der Anschluss eine totale Neuordnung. Funktionäre in Politik, Wirtschaft, Industrie und Kultur wurden ausgetauscht, die Aufgaben der Gemeinden vielfach geändert und der NSDAP untergeordnet. Der Brucker Bezirkshauptmann Josef Pauer-Kulpathal wurde abgesetzt und in Schutzhaft genommen. Die Leitung seines Amtes ging auf die Bezirksleitung der NSDAP über, die Geschäfte führte Anton Böcker. Als provisorischer Bürgermeister amtierte vorerst Professor Hubatschek, bis am 1. April der ehemalige Bezirksrichter Egon Schilcher bis Oktober 1939 das Amt übernahm.
1939 brachte die Volkszählung folgenden Überblick: 7.038 männliche, 6.328 weibliche, zusammen 13.366 Einwohner.
Am 26. Oktober 1940 fand das Richtfest für 31 Häuser (181 Wohnungen) in der Südtirolersiedlung statt, die für die zugewanderten Südtiroler erbaut wurden. In der Neubaugasse wurden ebenfalls einige Wohnhäuser errichtet und in der Grabenfeldgasse Wohnhäuser für Bahnbedienstete.
1943/44, nach dem Scheitern der deutschen Truppen vor Stalingrad, verstärkten sich die Luftangriffe in der Steiermark. Besonders betroffen waren die Städte Marburg, Knittelfeld, Judenburg, Kapfenberg, Bruck und Graz.
Im November 1944 vereidigte Kreisleiter Schwaifer am Adolf-Hitler-Platz drei Volkssturm-Bataillone.
1945 erfolgten einige Luftangriffe auf Bruck. Die Brucker suchten Schutz im Schlossbergstollen oder im Stadtwald. Trotz allem waren immer wieder Menschenleben zu beklagen. So z. B. forderten die Angriffe, die am 19. und am 23. Februar 1945 auf Bruck durchgeführt wurden, Todesopfer, Schwer- und Leichtverletzte. Beim Angriff am 21. März starben sechs Menschen.
Am 8. Mai 1945 endete der Zweite Weltkrieg. Am 9. Mai war die Besetzung der Steiermark durch die Siegertruppen abgeschlossen. Bruck gehörte bis 24. Juli 1945 zur sowjetischen Besatzungszone. Danach gehörte es bis September 1955 zur britischen Besatzungszone.
Nachkriegszeit – wichtige Änderungen
- 1945–1950: Am 9. Mai wurde Bruck von russischen Truppen besetzt und Bürgermeister Hütter durch Franz Gruber ersetzt
- Am 15. Mai erfolgte auf Befehl der russischen Militärregierung die Bildung des ersten Gemeinderates nach dem Zweiten Weltkrieg
- Ende Juni Einsetzung von August Hahn als Bürgermeister und Bestätigung in seinem Amt bei den Wahlen im November
- Realschule im September von den Briten freigegeben, Volksschule Dr.-Th.-Körner-Straße nach Renovierung am 5. Oktober für die Schüler bereit
- 1946 Eröffnung des Kindergartens Dr.-Th.-Körner-Straße im ehemaligen „Braunen Haus“ am 3. Juni
- Am 17. Juni Übernahme der Müllabfuhr durch die Stadtgemeinde
- Dringende Straßenerhaltungsarbeiten und Arbeiten am Kanalsystem wurden durchgeführt
- Das „Dreistädtetheater“ der Städte Leoben, Bruck und Kapfenberg fand großen Anklang
- 1948 Entfernung des Neptunbrunnens („Steinerner Brunnen“) vom Hauptplatz
- Februar 1949 Eröffnung des neu gestalteten Kindergartens in der Dr.-Th.-Körner-Straße
- Am 11. September 1949 Eröffnung der Volksschule Knottingerstraße
- 1949 begann auch die über Jahre andauernde Wohnbautätigkeit, zuerst durch die Stadtgemeinde, später durch Bund, Land und Wohnbaugenossenschaften
- Am 23. April 1950 fanden die ersten echten Gemeinderatswahlen nach dem Zweiten Weltkrieg statt
- Die am 10. Oktober 1950 in Bruck durchgeführte Personenstandsaufnahme ergab folgendes Ergebnis: 7.171 männliche, 7.501 weibliche, zusammen 14.672 Einwohner und 1.301 Häuser.

Weiterentwicklung der Stadt in den folgenden Jahrzehnten
- 1951–1960: Der Ortsteil Pischk erhielt eine Volksschule, in der auch die einjährige Hauswirtschaftsschule untergebracht wurde.
- Die Brucker-Wohn- und Siedlungsgenossenschaft begann ihre Tätigkeit.
- Am 1. Mai 1953 erfolgte österreichseits die Abschaffung der Lebensmittelmarken.
- In der ehemaligen St. Martins-Kapelle (beim Bürgerspital) Einrichtung des Kammermusiksaales
- Das Stadtwappen im Gemeindesiegel erhielt wieder an Stelle des Schildes den Panther.
- Nach Unterzeichnung des Staatsvertrages am 15. Mai 1955 verließen im September die fremden Truppen Österreich.
- Weiterentwicklung: Bau des Feuerwehrrüsthauses mit angrenzendem Wohnhaus
- Einrichtung eines Heimatmuseums im Kreuzgang der Minoritenkirche
- Bau der Knabenhauptschule und der Sonderschule, Umbau der Mädchenhauptschule und Errichtung der Musikschule im ehemaligen Altersheim (Bürgerspital)
- Errichtung des Bauhofes der Stadtgemeinde in der Grazerstraße
- Gründung des Josef-Haydn-Orchesters und des Singkreises
- Erweiterung des Sportplatzes auf der Murinsel und Bau des Sporthauses
- Die evangelische Gemeinde übersiedelte in die neu erbaute Kirche.
- Der Wohnungsbau hatte immer noch Vorrang, doch auch Straßenerhaltung und -ausbau sowie Arbeiten am Kanalsystem hatten Priorität.
- Die Neugestaltung des Koloman-Wallisch-Platzes (Asphaltierung) mit dem Reisebürogebäude und der darunter befindlichen öffentlichen Bedürfnisanstalt erfolgte 1959.
- 1961–1970: Aus- und Umbau des Bahnhofes mit Neugestaltung des Vorplatzes
- Kindergartenneubau in Westend und Neueinrichtung des Kindergartens Pischk
- Schulwesenverbesserung: ein Zubau der VS Knottingerstraße und ein VS Neubau in der Grabenfeldstraße
- Auf der Murinsel: Bau der Stadionbrücke und Errichtung des neuen Freibades
- Übersiedelung der Ämter Finanzamt, Grundbuch und Bezirksgericht vom ehemaligen Minoritenkloster in das neue Amtsgebäude auf der Postwiese
- Errichtung der Umfahrung mit der Hochbrücke (hinter der Minoritenkirche)
- 1971–1980: Schließung des Kinos in der Dr.-Th.-Körner-Straße
- Sporthalleneröffnung (Ecke Jahnstraße – Schillerstraße) im Beisein von Bundespräsident Kirchschläger
- Allmähliche Strukturwandlung im Geschäftsleben: Alteingesessene Familiengeschäfte, Firmen, Gewerbebetriebe schließen, Handelsketten dominieren, mehrere neue Banken werden eröffnet.
- 1981–1990: Umbau und Sanierungsarbeiten beim Rathaus und Heimatmuseum
- Sanierung der Mitter- und Burggasse zur Errichtung der ersten Fußgängerzone in der Obersteiermark
- Erbauung der vollbiologischen Kläranlage Oberaich – Bruck
- Generalsanierung des Freibades auf der Murinsel
- Gründung des Brucke-Literaturkreises
- Umbau des Kindergartens Dr.-Th.-Körner-Straße und Kindergartenzubau in Berndorf
- Inbetriebnahme der Umfahrungsstraße (Knoten der S 6 und S 35) durch den Kaltbachgraben Richtung Wien
- Neugestaltung des Minoritenplatzes und Errichtung der „Bauer-Passage“
- Ausbau der Schiffgasse bis zum Schifferturm (Zufahrt zum neu errichteten Arc-Hotel)
- 1991–2000: Inbetriebnahme des neuen Stadtwerke-Center in der Stadtwerkestraße
- Eröffnung des „Ostringes“ (Verkehrsverbindung von der Grazerstraße – auf der Rückseite der Minoritenkirche, entlang der Mürz – bis zum Kreisverkehr an der Mürzbrücke)
- Erbauung der Parkgarage am Ostring
- Errichtung des neuen Hauptschul-Turnsaales, Kosten: 26 Mio. Schilling
- Einführung der kostenpflichtigen „Blauen Parkzonen“
- Gestaltung der „Altstadtgalerie“ (Verbindung Mittergasse – Herzog-Ernst-Gasse – Burggasse) mit über 3000 m² Geschäftsfläche
- Schaffung einer Fußgängerverbindung von der Murvorstadt zum Schifflend (Schiffgasse) über die Mur durch Errichtung der Hohenlimburgbrücke
- Eröffnung der neuen zweiten Fahrspur der Mürzbrücke vom Wienertor zum Bahnhof durch Bundesminister Viktor Klima
- Beginn des City-Bus-Verkehrs
- Eröffnung des neuen Landeskrankenhauses in der Laming mit dazugehörigem Wohnhaus für Bedienstete
- Turnsaalbau für die Volksschule Berndorf
- Altes LKH: Umbau der Gynäkologie in ein Pflegeheim und Errichtung des Wirtschaftsparks im Hauptgebäude
- Neugestaltung der Fußgängerzone (Asphalt- und Natursteinbelag und künstlerische Gestaltung)
- Fusionierung der Austria Draht mit der Walzdraht Donawitz zur „VA Austria Draht GmbH“
- Verkauf der KNP Leykam Papierfabrik an die „Norske Skog“
- Gründung des Vereins „Initiative Brucker Schlossberg“
- Zubau beim Bezirks-Seniorenheim und neue Innenraumgestaltung im alten Trakt in der Altersheimgasse
- Abbruch des ehemaligen Hotel Bayer auf dem Hauptplatz für den geplanten Erweiterungsbau des Rathauses
- Errichtung des Kulturhauses im alten Kino- und Stadtsaalkomplex (1. Baustufe)
- Rathaus Um- und Neuzubau mit überdachtem Rathaushof.

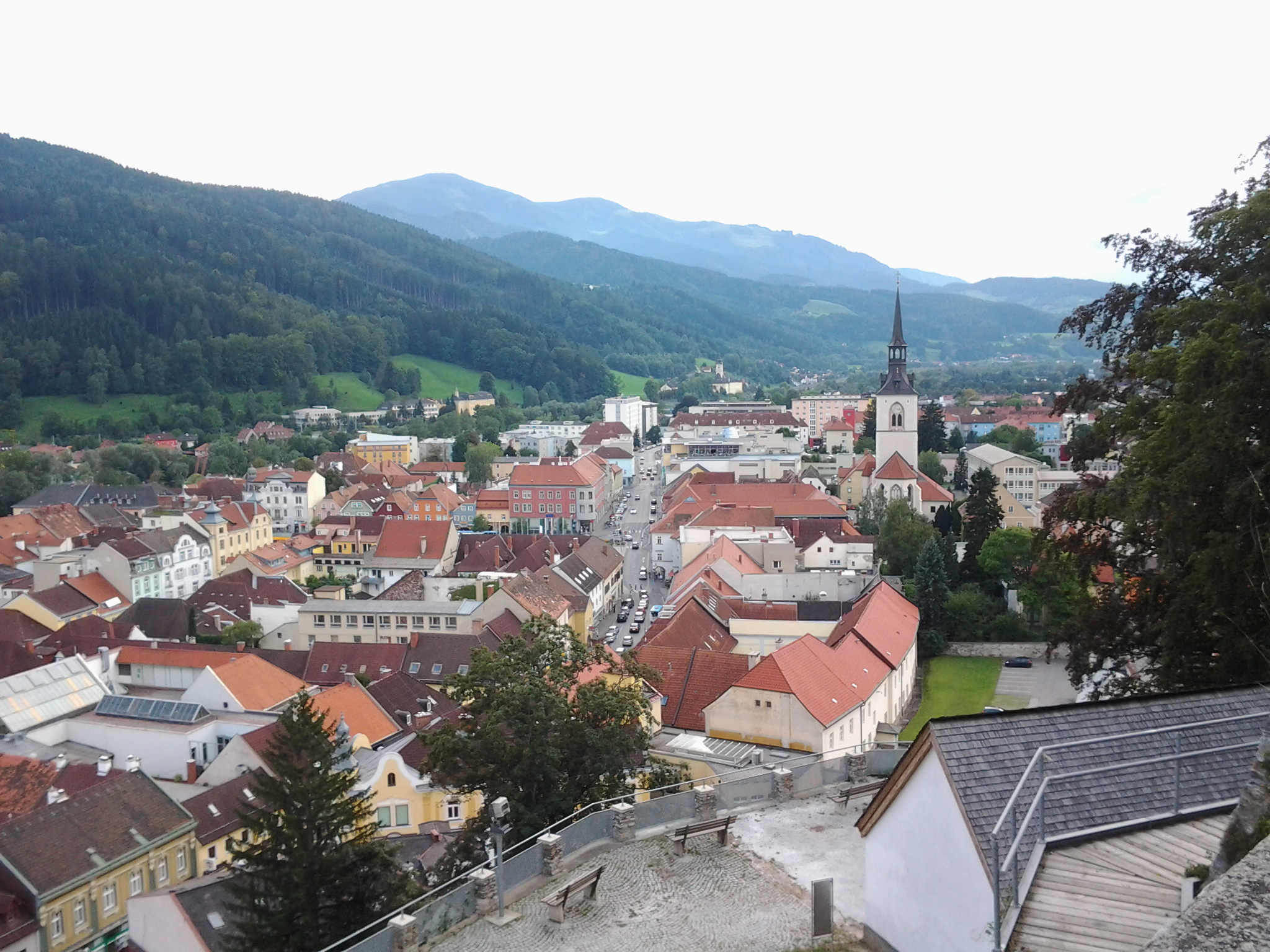
Blick vom Schlossberg

- 2000–2010: Vierspuriger Ausbau der Wienerstraße (B 116)
- Renovierung und farbige Beleuchtung des Schlossberges
- Neugestaltung des Koloman-Wallisch-Platzes mit Errichtung einer zweistöckigen Tiefgarage
- Bau der Westspange Nagelschmiedgasse
- Errichtung des Eurospar-Marktes in der Bahnhofstraße
- Erneuerung der Straßenbeleuchtung in der Fußgängerzone (Mittergasse, Burggasse)
- Neugestaltung Schiffländ mit Einbahnregelung
- 2010/11: Abriss der sogenannten Hochbrücke, einer wichtigen Verkehrsverbindung quer durch Bruck an der Mur. Der vierspurige Neubau begann Mitte Februar 2011, die Verkehrsfreigabe erfolgte 2012.
- 2012: Vereinsgründung Förderung zur Wiederherstellung der Heiligen-Geist-Kapelle[17]
- 2013: Eröffnung des umgebauten Bahnhofs und des Weitental-Spa.
- 2015 wurde die Marktgemeinde Oberaich in die Stadt eingemeindet.
- 2020: Festakt zur Fertigstellung der Restaurierung der Heiligen-Geist-Kapelle[18]

### Brände (Zusammenfassung aus dem Geschichtsabriss)
- 1382 brannten 108 Häuser und die Minoritenkirche.
- 1461 ist der „mehrere Teil der Stadt verbrunnen“.
- 1510 brannten 52 Häuser ab. 1530 war wieder ein großer Brand (1543 standen noch 32 Häuser „öde“).
- 1683 war wieder ein Großbrand. Es betraf das Minoritenkloster und die Minoritenkirche, 117 Häuser (2/3 der Stadt), Wehrgänge, sieben Stadttürme und den Liesinghammer.
- 1688 brannte es wieder, davon gibt es keine Aufzeichnungen.
- 1708 brannten sieben Häuser in der Mittergasse ab.
- 1761 vernichtete ein Brand die Stadtmühle Am Wienertor.
- 1763 brach beim Unterbräuer (Ecke Roseggerstraße – Grazerstraße) ein Feuer aus. Mit ihm verbrannten zwei Nachbarhäuser, das Minoritenkloster und neun Häuser in Pischk.
- 1781 brannten zehn Häuser ab.
- 1792, am 3. September, kam es zum größten Stadtbrand. Von 166 Häusern wurden 164 ganz oder teilweise zerstört. Auch das Schloss Landskron wurde ganz, die Stadtpfarrkirche und der Pfarrhof zum Teil zerstört. 153 Familien, deren Häuser niederbrannten, und 200 als Mietparteien Wohnende verloren in wenigen Stunden ihr gesamtes Hab und Gut und das Dach über dem Kopf. Neun oder zwölf Personen (widersprüchliche Aufzeichnungen) kamen ums Leben.
- 1803 wurden 17 Häuser und das Minoritenkloster durch einen Brand beschädigt.
- 1834 brannte die Liesingermühle ab.
- 1890 brannte die Till-Kunstmühle an der Mürz ab, welche die Stadt teilweise mit elektrischem Licht versorgt hatte.
- 1898, am 17. Dezember, brannte das Theater in der Wienergasse (später Herzog-Ernst-Gasse) ab.

### Seuchen
Nachdem die Pest sich mehrfach in Europa ausgebreitet hatte (siehe hier), wird zwischen 1443 und 1478 wiederholt das „Sundersiechhaus“ (Leprosenhaus) genannt. Daraus ist anzunehmen, dass auch die Lepra (Aussatz) bis in die Steiermark vorgedrungen ist. Dieses mehrere Jahrhunderte bestehende Lazarett befand sich bei der Hl.-Geist-Kirche an der Grazer Straße und diente wohl auch als Pestlazarett.

### Naturkatastrophen
- 1276 gab es ein Erdbeben, genauere Aufzeichnungen fehlen.
- 1316 wurde eine der beiden Murbrücken vom Hochwasser weggerissen.
- 1348 erschütterte ein Erdbeben vom 25. Jänner an durch acht Tage das Mur- und das Mürztal. Es war so heftig, dass die Burg Kindberg einstürzte. Die Südwand der Villacher Alpe (Kärnten) stürzte damals ins Gailtal ab und verschüttete siebzehn Gemeinden. Aufzeichnungen über Schäden in Bruck fehlen.
- 1480 fielen Wanderheuschrecken in die Steiermark ein und vernichteten die gesamte Ernte samt den Wurzeln.
- 1651 konnten nur mit Mühe die beiden durch Hochwasser bedrohten Murbrücken gerettet werden.
- 1787, am 1. November, wurde die Mürzbrücke durch Hochwasser zerstört.
- 1794 war am 6. Februar ein heftiges Erdbeben.
- 1813 zerstörte Hochwasser wieder die Mürzbrücke und riss zwei Mühlen weg.
- 1819 war am 26. Februar wieder ein starkes Erdbeben.
- 1827 zerstörte Hochwasser die Leobnerbrücke.
- 1846 wurde die Mürzbrücke erneut vom Hochwasser weggerissen.

### Bevölkerungsentwicklung
Die Einwohnerzahl stieg wie bei anderen Industriestädten der Obersteiermark bis 1975 kontinuierlich an und erreichte ihren Höhepunkt mit rund 16.000 Einwohnern. Seit der Stahlkrise nimmt die Bevölkerung durch Abwanderung nach Graz und Umgebung ab. Durch die Fusion mit der Nachbargemeinde Oberaich wurde der damalige Höchststand fast wieder erreicht. Die Stadt versucht den Negativtrend umzukehren und mit günstigen Neubauwohnungen Menschen in die Stadt zu bringen. Am 1. Jänner 2015 hatte die Stadt 15.789 Einwohner. Die Stadt hatte mit Stichtag 10. November 2022 16.044 Einwohner und Einwohnerinnen.

## Kultur und Sehenswürdigkeiten
- Stadtbefestigung Bruck an der Mur

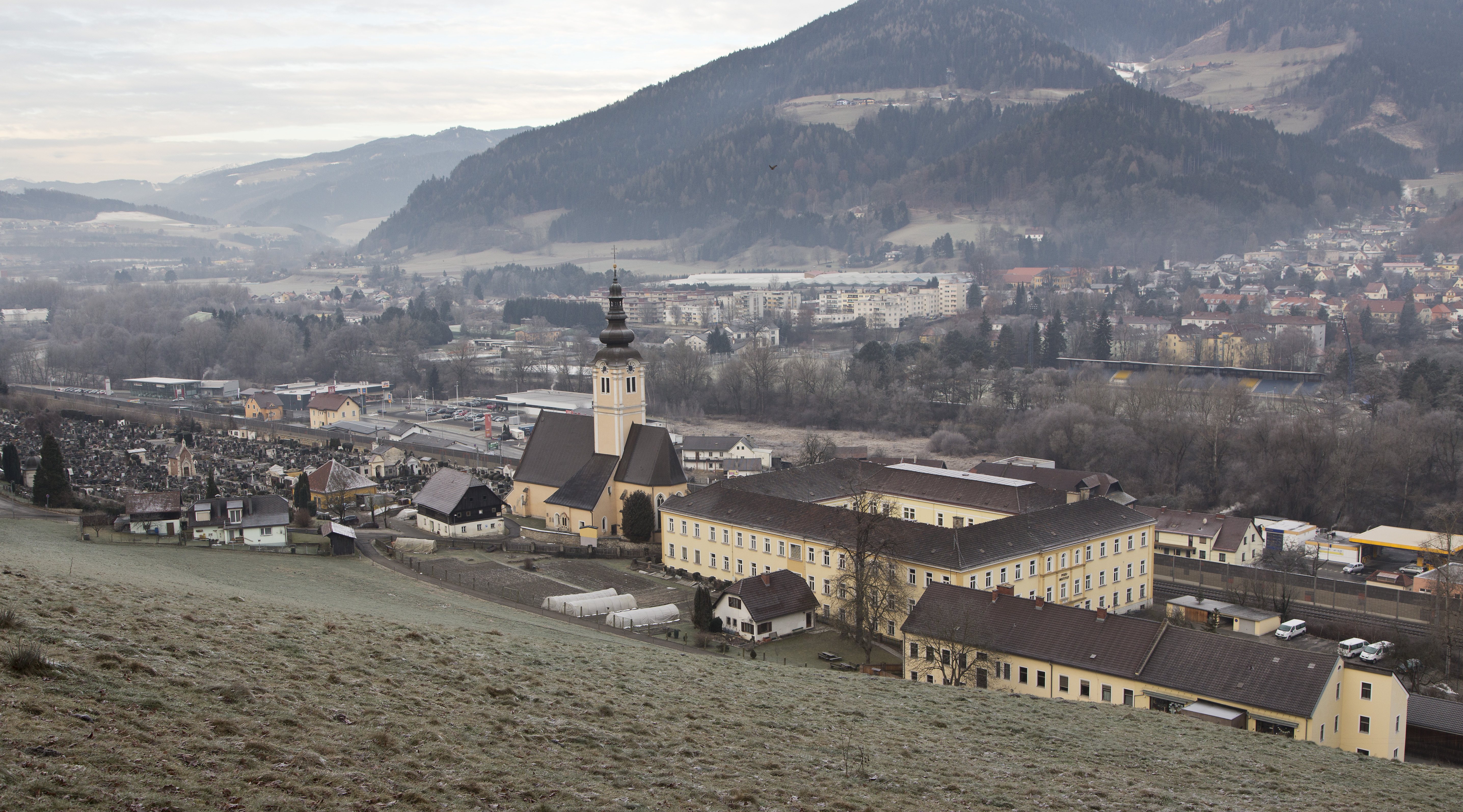
Bruck an der Mur mit Kirche Sankt Ruprecht, Friedhof und Pius Institut, Ansicht aus SO

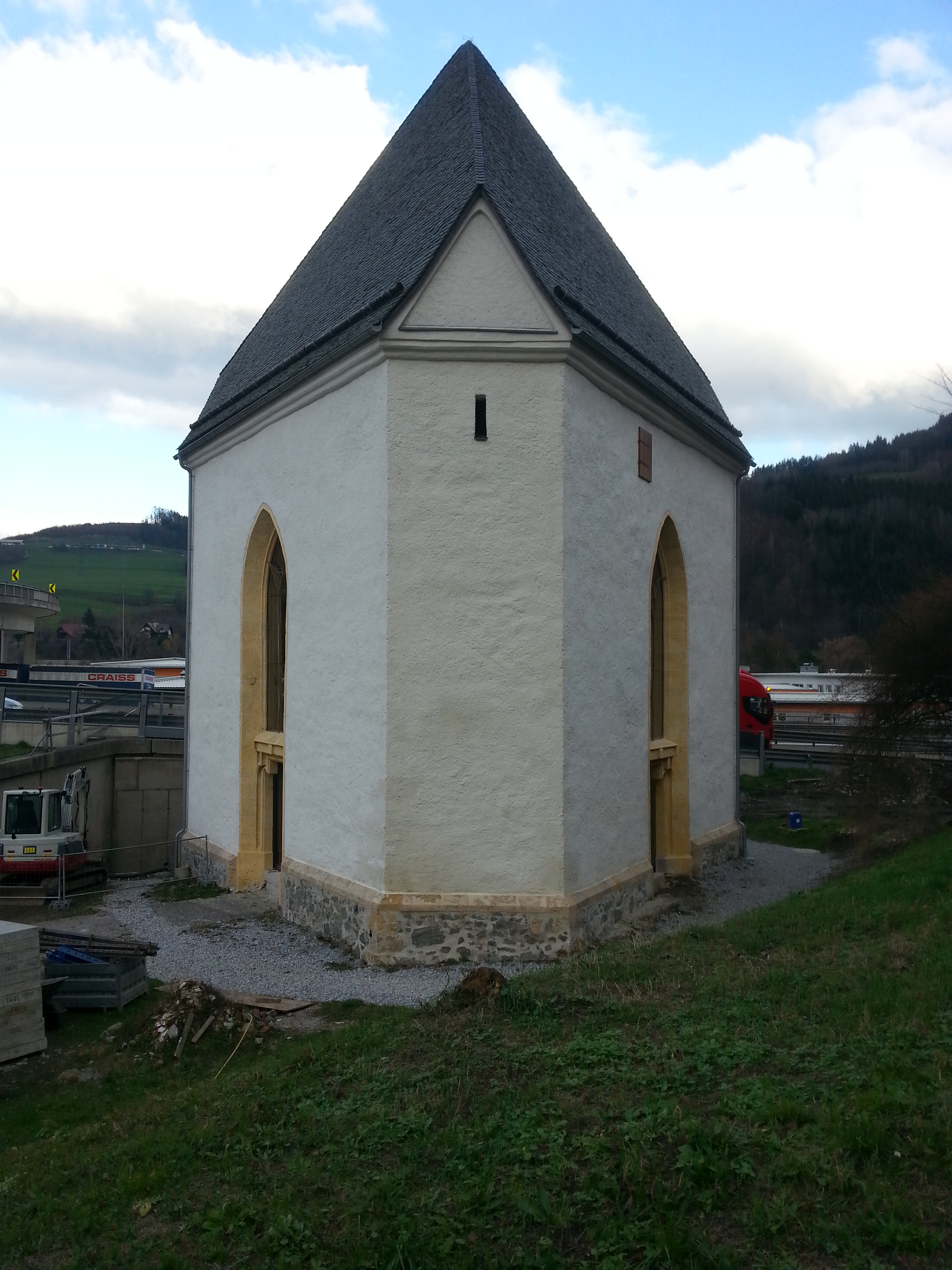
Heiligen-Geist-Kapelle

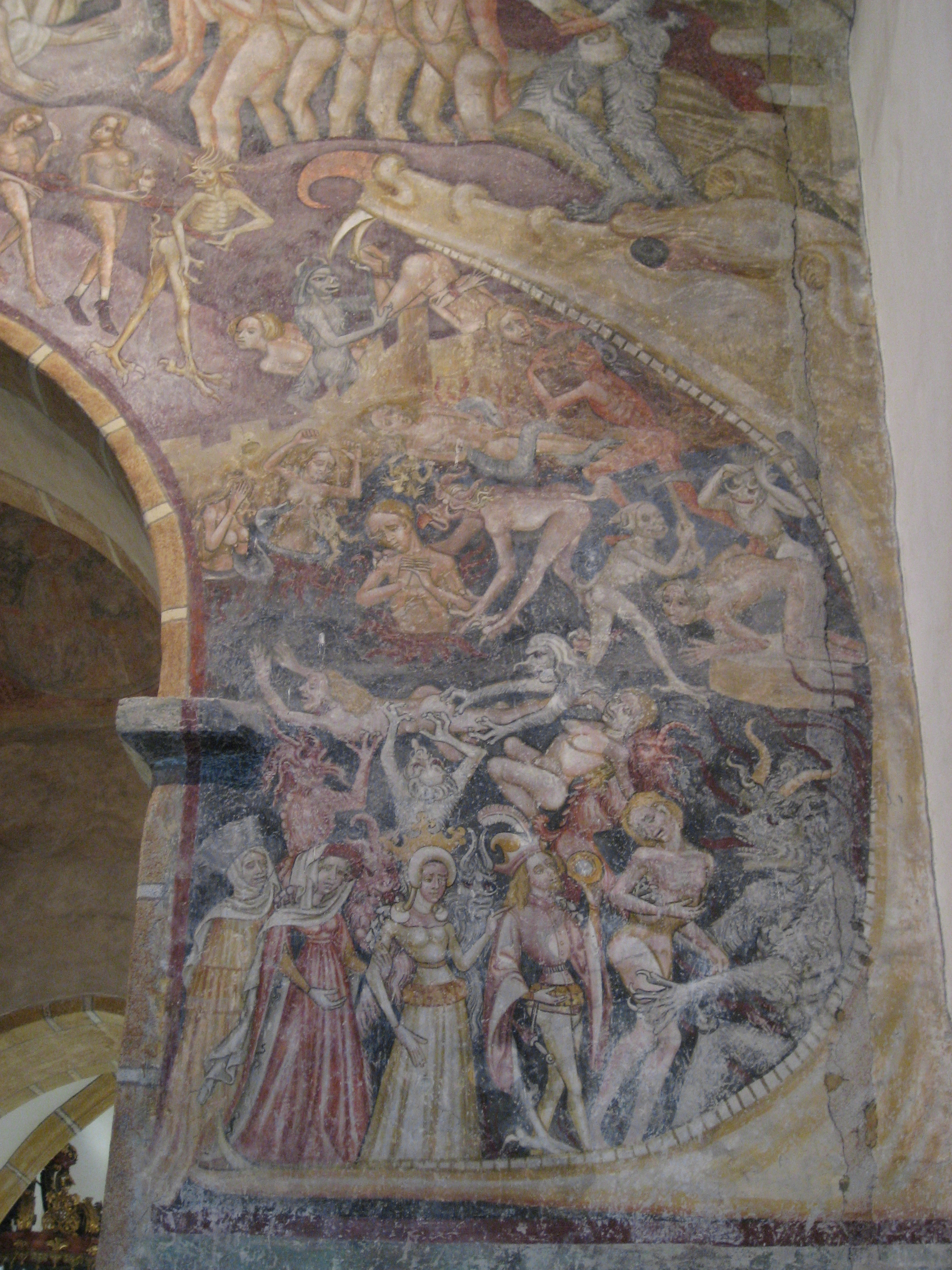
Darstellung eines „Höllenrachen“ auf den Fresken in der Kirche St. Ruprecht

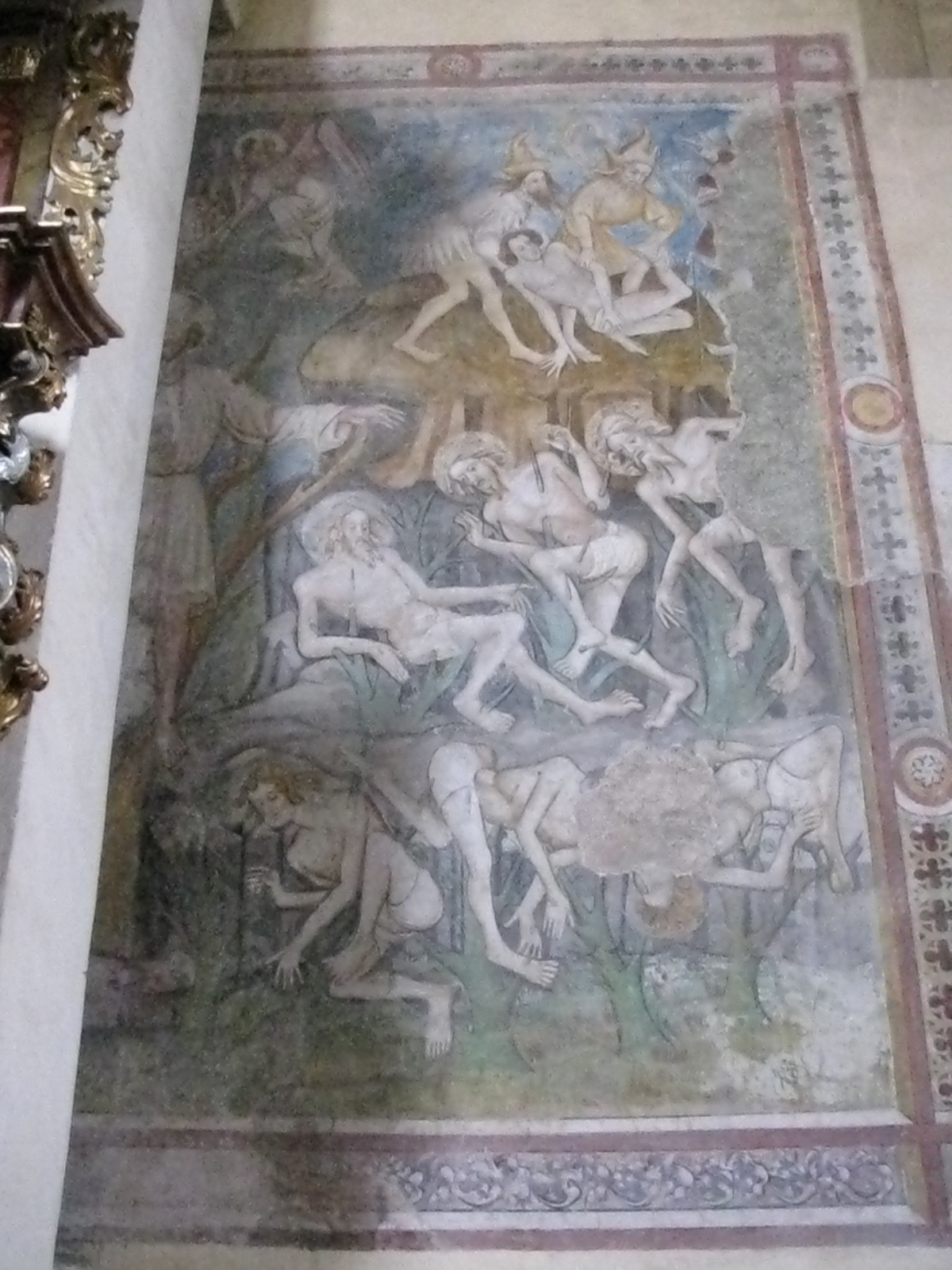
Fresko in der Minoritenkirche Maria im Walde

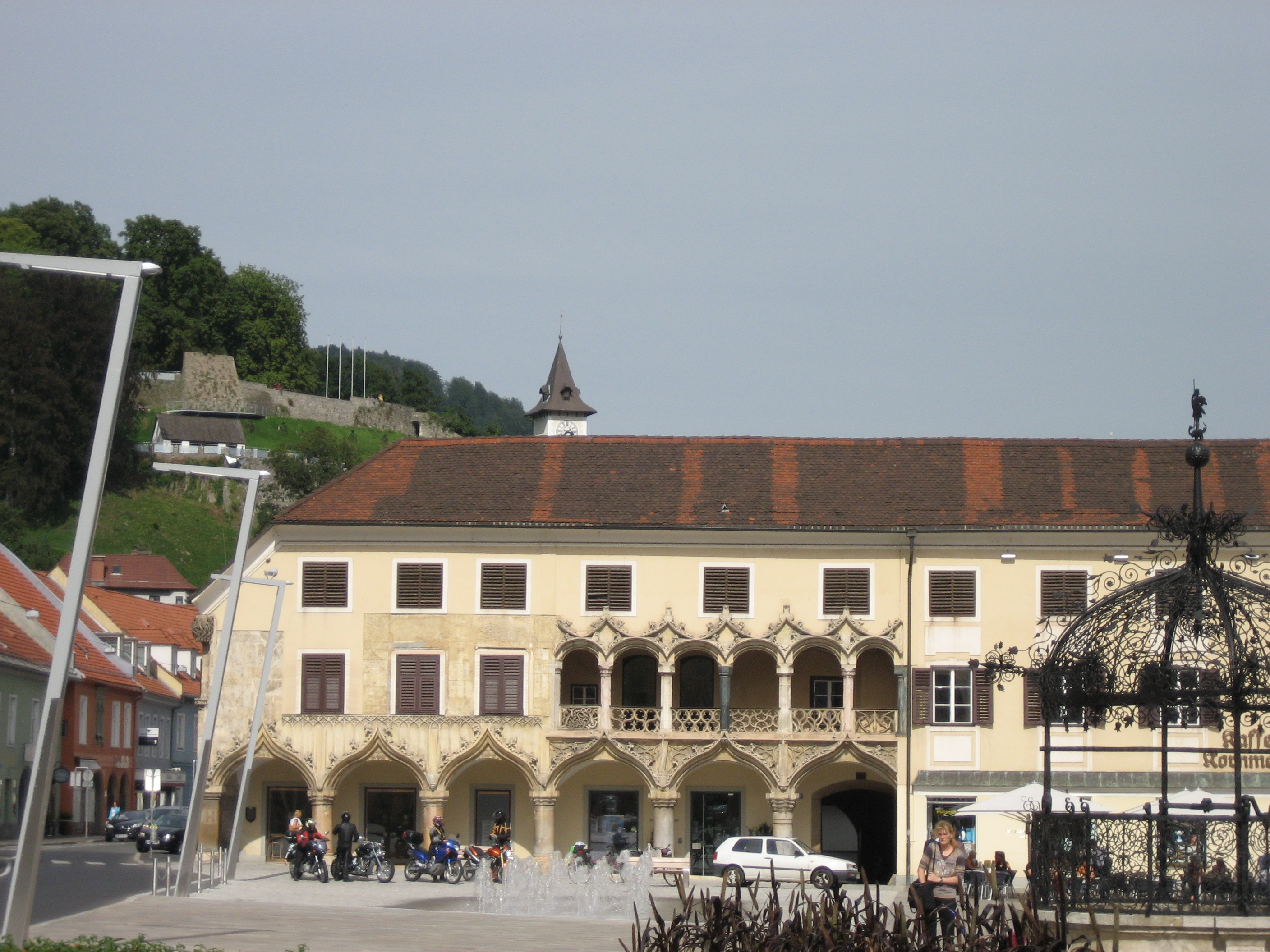
Kornmesserhaus, eiserner Brunnen und Schlossberg mit Uhrturm (August 2006)

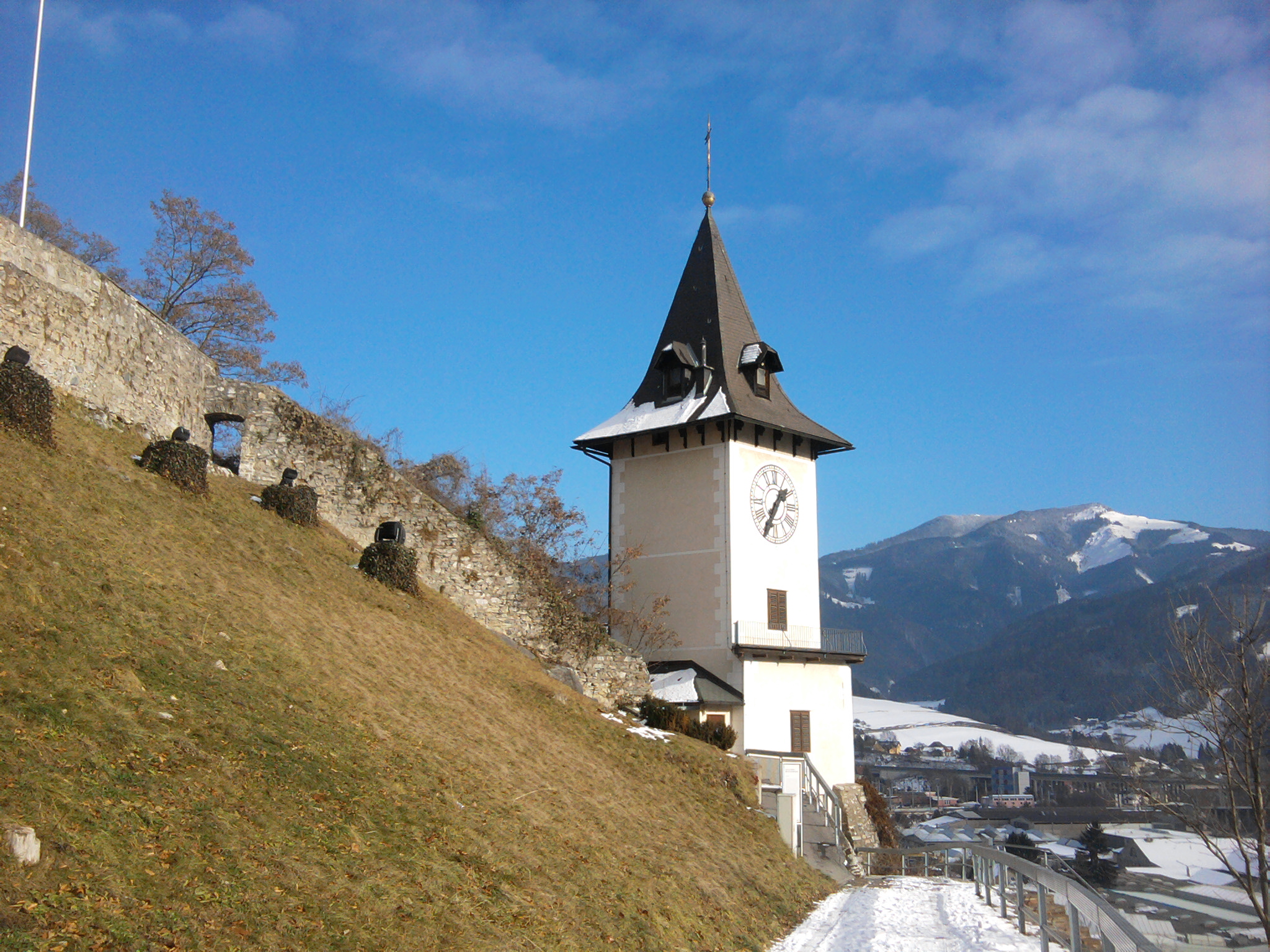
Der Uhrturm am Schlossberg ist eines der Wahrzeichen von Bruck an der Mur

- Die Stadtpfarrkirche Mariä Geburt (Liebfrauenkirche) steht im Stadtteil „Am Hohen Markt“. Der Baubeginn erfolgte bei der Neuanlage der Stadt um 1272. Für 1336 ist eine Chorweihe überliefert, möglicherweise gleichbedeutend mit der Fertigstellung des ersten Kirchenbaues. Wahrscheinlich löste sie 1498 St. Ruprecht als Pfarre ab.
- Die Minoritenkirche Maria im Walde liegt am östlichen Ende der Mittergasse. Einstmalige Klosterkirche des Minoritenklosters, erbaut wahrscheinlich schon vor dem Bau des Klostergebäudes, also auf jeden Fall vor 1300. Die Kirche ist bekannt für das Fresko des Heiligen Achatius und der Marter der 10'000.
- St. Ruprecht liegt etwas außerhalb der Stadt am rechten Murufer und wird von einem Friedhof umgeben. Die ehemalige Stadtpfarrkirche ist eine Gründung des Erzbistums Salzburg und geht in ihrem Kern bis auf das 9. Jahrhundert zurück. Eine Steininschrift neben dem Westtor nennt als angebliches Weihedatum das Jahr 1063. Die ursprüngliche Bausubstanz des Mauerwerkes ist romanisch. Ab 1415 erfolgten mehrere Um- und Zubauten. Die Kirche wird für Begräbnisfeierlichkeiten genutzt. Berühmt ist die Kirche für ihre bedeutenden gotischen Fresken, die eine Weltgerichtsdarstellung zeigen.
- St. Nikolaus steht Im Stadtteil Pischk, auf einer Anhöhe über der Mur, ehemals von einem Friedhof umgeben, steht diese Kirche, die einstmals von der Murflößer-Bruderschaft gestiftet wurde. Im Kern ist die Kirche romanisch, wurde im 14. Jahrhundert erweitert, in der Mitte des 15. Jahrhunderts mit Netzrippen eingewölbt und zeigt heute ein gotisches Erscheinungsbild. Die Kirche wird vereinzelt für Konzerte oder Bittgottesdienste verwendet.
- St. Georg am Pöglhof steht auf einer Anhöhe nordwestlich der Stadt. Urkundlich wurde sie erwähnt 1060 und 1114 als Eigenkirche Markwarts von Eppenstein. 1531 kaufte sie der Waffenschmied Sebald Pögl II. Das Äußere der Kirche zeigt sich als spätgotischer Baukörper vom Ende des 15. Jahrhunderts. Die Kirche ist nur bei kulturellen Veranstaltungen öffentlich zugängig.
- Ehemalige Bürgerspitalskirche St. Martin an der Stadtausfahrt, vor der Leobnerbrücke, ist an das ehemalige Bürgerspital angebaut. Genaue Baudaten sind nicht vorhanden. Die erste urkundliche Erwähnung wird aus dem Jahre 1329, anlässlich einer testamentarischen Stiftung der Gemahlin Herzog Friedrichs des Schönen, übermittelt. Der ehemalige Kirchenraum wurde zu einem Kammermusiksaal umfunktioniert.
- Die Kirche zum Blutschwitzenden Heiland steht auf dem Kalvarienberg, ist ein Dankopfer der Bürger Brucks für die Abwendung der Pestepidemie von 1716; 1719 wurde sie geweiht. 1969 fand der letzte Gottesdienst statt. Die Kirche ist dem Verfall preisgegeben.
- Heiligen-Geist-Kapelle: Etwas südlich von Bruck stehend, wurde sie in einer Stiftungsurkunde aus dem Jahr 1422 im Zusammenhang mit dem „Sunder-Siechenhaus“ als Kapelle erwähnt und wurde 1480 von den Türken zerstört. Die Kapelle wurde 1495 bis 1497 durch Spenden von sechs bürgerlichen Stiftern neu erbaut. Sie hat einen sechseckigen Grundriss. Zwischen 1792 und 1800 wurde sie exsekriert, umgebaut und für profane Zwecke genützt. Zwischen 2012 und 2020 wurde die Kapelle nach dem Motto Dieses Projekt hat keinen Nutzen, es hat Sinn.[17] restauriert. Am 7. Juni 2020, dem sogenannten Dreifaltigkeitssonntag, wurde, wie Philipp Harnoncourt, der Initiator und Motor der Restaurierung der Heiligen Geist-Kapelle,[19] es sich gewünscht hatte, die Fertigstellung der Restaurierung mit einem Festakt begangen – nur wenige Tage nach seinem Tod und einen Tag nach seinem Begräbnis in Grundlsee. Die Feier wurde über Livestream auf der Website der Stadt Bruck an der Mur übertragen.[18]
- Maria-Hilf-Kapelle steht am Ende der Schiffgasse, über die Herkunft gibt es keine Aufzeichnungen – in einem alten Grundbuch wird sie erstmals 1783 erwähnt. 1924 wurde sie durch Spenden renoviert und am 14. September des Jahres wiedergeweiht. Die letzte Renovierung erfolgte 1996, sie gilt als barockes Schmuckstück.
- Die Evangelische Kirche Bruck an der Mur wurde neben dem evangelischen Pfarrhaus (in der Nähe des Realgymnasiums) 1957–1959 gebaut. 2002 erhielt sie das aus drei Glocken bestehende Geläute. Die evangelische Pfarrgemeinde hatte lange Zeit keine Kirche, die Andachten mussten in „Betsälen“ abgehalten werden.
- Kornmesserhaus (1499–1505), gilt als einer der schönsten gotischen Profanbauten Österreichs.
- Rathaus – Hauptplatz Nr. 1 ist im Kern spätgotisch, klassizistische Fassade mit Lisenengliederung und Dreiecksgiebel. Im Hof nordseitig dreigeschoßige Säulenarkaden, entstanden um 1530. 1596 erwarb Erzherzog Ferdinand das Bürgerhaus und richtete hier zum zeitweiligen Aufenthalt seine fürstliche Burg ein. 1609 überließ der Erzherzog das Gebäude der Stadt, die es als Rathaus benützen wollte. Aber aufwendige Umbauten dauerten bis 1629 und erst am 26. Oktober des Jahres konnte die erste Sitzung abgehalten werden. 1792, nach dem großen Stadtbrand war vom Rathaus nicht mehr viel übrig. Es wurde 1795/98 neu gebaut. 1998 wurde das Rathaus von Architekt Meinhard Neugebauer umgebaut, das daneben stehende Hotel Bayer abgerissen und an dieser Stelle ein Neubau errichtet, der an das alte Rathaus anschließt. Der alte Rathaushof wurde mit einem Glasdach versehen.
- Apothekerhaus – Hauptplatz Nr. 2 aus der ersten Hälfte des 16. Jahrhunderts diente ursprünglich als Rathaus. Im rechteckigen Hof zweigeschoßige Säulenarkaden aus dem 16. Jahrhundert (1520/30). Das Haus wird seit 1715 als Apotheke verwendet. Der erste Inhaber hieß Simon Jakob Häntsch.
- Fabriziushaus – Hauptplatz Nr. 23 ist eines der ältesten Gebäude am Hauptplatz und stammt aus der ersten Hälfte des 16. Jahrhunderts. Die Fassade ist geschmückt mit rundbogigen, gekehlten Arkaden, getragen von runden Pfeilern. Im bestens erhaltenen zweigeschoßigen Arkadenhof liegen die Bogen auf spätgotischen Säulen auf. Den Namen hat es („Fabrizische Behausung“) von dem 1634 hier wohnenden „Khayserlichen Mayjästätischen Rath“ Georg Albinus Fabrizius.
- Flößmeisterhaus – Herzog-Ernst-Gasse Nr. 5 stammt aus dem zweiten Viertel des 16. Jahrhunderts, zweigeschoßig, vierachsig, mit abgefastem Rundbogenportal, darüber gekuppeltes Renaissancefenster, Hof mit zweigeschoßigen Arkaden. Das Haus befand sich sechs Jahrhunderte hindurch im Besitz von Brucker Flößmeistern; daher der Name.
- Ehemalige fürstliche/kaiserliche Burg – Herzog-Ernst-Gasse Nr. 9. Das Gebäude wurde 1456 von Erhard Khornmetz gestiftet bzw. erbaut („Ein gedoppeltes Haus und Garten in der Wienergasse zu seinem ersten Beneficium“). Der Kern des Baues stammt aus dem 16. Jahrhundert. Durch mehrere Umbauten und Brände ist vom ursprünglichen Bau nicht mehr viel zu erkennen. Aufgrund eines Erbvertrages fiel das Haus im 16. Jahrhundert an Wolf von Stubenberg und in weiterer Folge an seinen Sohn Georg. Erzherzog Karl erklärte es zum Freihaus der Stubenberger. Am 4. Jänner 1561 erhielt der kaiserliche Rat Andrae Pögl Freiherr von Reifenstein und Arberg das Gebäude von Kaiser Ferdinand I. als Geschenk. Am 15. Juli 1607 erwarb Erzherzog Ferdinand von Peter Kugelmann, Freiherr v. Edenfels, das Objekt, nachdem er vom Brucker Magistrat gebeten wurde, seine Residenz am Hauptplatz für den Stadtrat zur Verfügung zu stellen. Bis 1752 diente das Gebäude als landesfürstliche bzw. kaiserliche Burg. Von 1752 bis 1925 war das Haus Militärunterkunft (Burg-Kaserne), anschließend Amtsgebäude und Ausbildungsstätte der Gendarmerie, seit 2005 beherbergt es die Polizeiinspektion der Bundespolizei.[20]
- Staudeggerhaus – Roseggerstraße Nr. 32 ist ein zweigeschoßiger achtachsiger Bau aus der ersten Hälfte des 16. Jahrhunderts mit Schlichte Fassade des 18. Jahrhunderts, Rundbogentor, kreuzgratgewölbter Flur. Im Hof, nord- und ostseitig, Obergeschoßarkaden auf Achteckpfeilern um 1530 und Korbbogenarkaden aus dem 18. Jahrhundert.
- Marien- oder Pestsäule wurde 1710 auf dem Hauptplatz errichtet. Sie besteht aus einer Säule, auf der die Statue der Maria Immaculata steht. Sie wird von sechs Standbildern der Heiligen Florian, Sebastian, Joseph, Johannes Nepomuk, Rochus und Antonius von Padua umgeben. Die Säule wurde von den Bürgern Brucks errichtet und sollte Gott versöhnen und die „Gottesplagen“ Feuer, Pest und Hochwasser fernhalten.
- Antauerhaus
- Fabriziushaus
- Gotisches Steinkreuz an der Landskrongasse steht Vor dem ehemaligen Wienertor, dort wo die Landskrongasse von der aus Kapfenberg kommenden Einfahrtsstraße abzweigt. Der vierseitige Bildstock, etwa acht Meter hoch, wird bereits in einem vor 1480 angelegten Urbar (Grund-Steuerbuch) der Herrschaft Landskron genannt. Er wurde auch lange Zeit als Grenzstein angesehen zwischen Brucker Magistrat und der Herrschaft Landskron.
- Bildstock an der Dr.-Theodor-Körner-Straße: Der Bürgermeister Martin Hietwol ließ diesen 1606 errichten, nachdem er zum zweiten Mal Bürgermeister wurde. In der Nische des Aufsatzes steht eine Madonnenstatue, darunter das Wappen der Hietwol mit den Buchstaben M. H. und eine Inschrift.
- Schlossberg mit Uhrturm und der Burgruine Landskron, wird in den Nachtstunden farbig beleuchtet
- Schifferturm (Teil der ehemaligen Stadtbefestigung)
- Kulturhaus

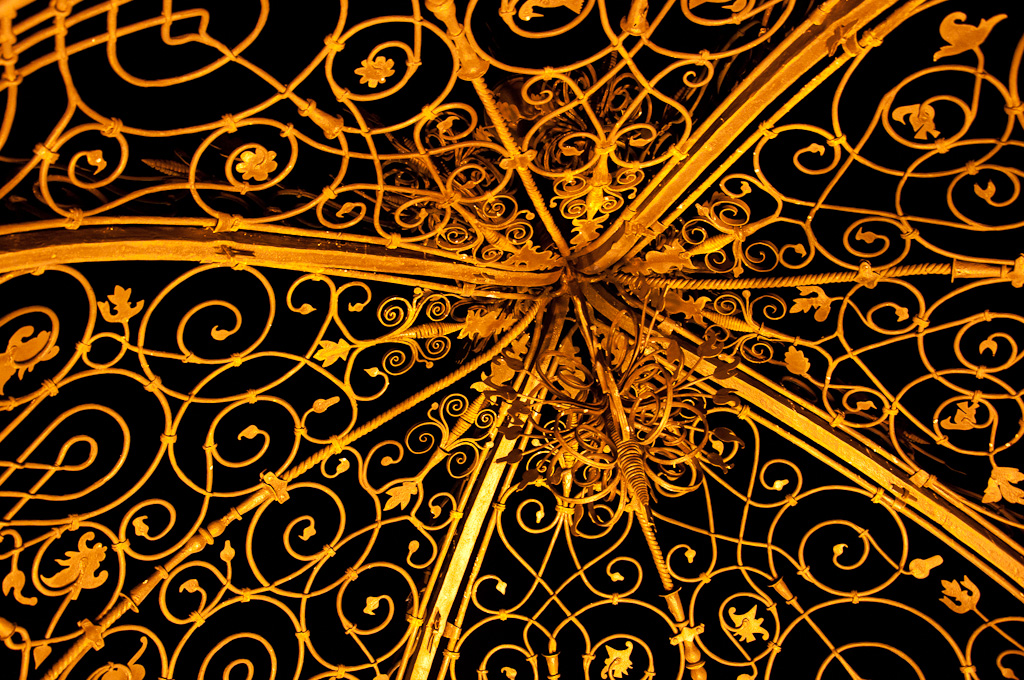
Eiserner Brunnen, Detailaufnahme der schmiedeeisernen Laube bei Nacht (2010)

- Eiserner Brunnen ist eines der Wahrzeichen der Stadt. Er steht auf dem Hauptplatz, schräg gegenüber dem Rathaus und ist eines der bedeutendsten schmiedeeisernen Kunstwerke seiner Art in der Steiermark. Schon seit der Stadtgründung dürfte sich hier ein Brunnen befunden haben, aus dem man mit Eimern Wasser aus der Tiefe zog. Die kunstvolle schmiedeeiserne Laube wurde 1613 anlässlich von Ausbesserungsarbeiten erstmals erwähnt. 1626 wurde vom Steinmetz Hans Prasser der Steinsockel erneuert und folgende Inschrift angebracht:
IM 1626 JAHR VON GMAINER STATT ICH ERPAVET WAR. DESTWEGEN BIN ICH WORDEN GRABEN, DAS MAN EIN KIELEN TRVNCKH KAN HABEN. VND MAG MICH TRINCKHEN OHNE SORGEN, HAT MAN KAIN GELT SO THUE ICH BORGEN. ICH HANNS PRASSER TRINCKH LIEBER WEIN ALS WASSER, TRVNKH ICH DAS WASSER SO GERN ALS WEIN SO KVNDT ICH EIN REICHERER PRASSER SEIN. VMB WEGEN REBELIONSGEFAHR DIE STATT LINZ BELEGERT GAR DER BARTLMAI LINZER MARCKH HIE GEHALTEN WAR.
Der Reif der Brunnenlaube und oberster Abschluss ist mit Spindelblumen besetzt. Den Stegen sind Schmiedeeisenranken aufgesetzt; als Bekrönung dient eine kleine Figur in Blechschnitt des hl. Georg. Das Umfassungsgitter auf der Brüstung datiert von 1693, das Schwungrad von 1883. 1906 wurde von der Brucker k.u.k. Schlosserschule eine Kopie des Brunnens anlässlich der Eröffnung des Museums für Angewandte Kunst am Stubenring in Wien erstellt. Das Rad und die Inschriften von Hans Prasser fehlen jedoch. In der Mitte ist ein Schild mit dieser Inschrift angebracht: „Kopie des Brunnens in Bruck/Mur. Ausgeführt von der dortigen k.u.k. Fachschule im Jahre 1906“.

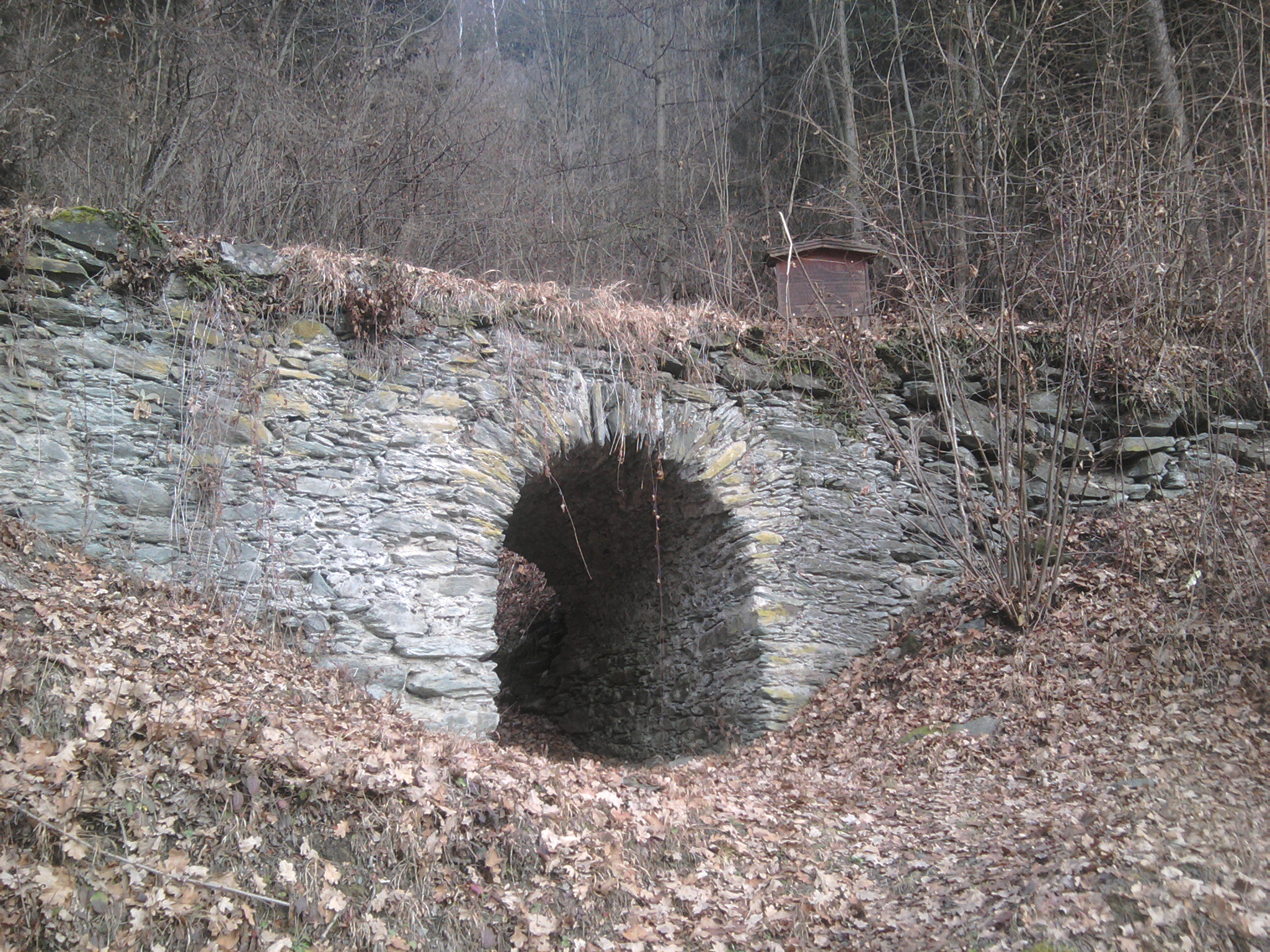
Römerbrücke bei St. Dionysen

- Die Römerbrücke bei St. Dionysen steht am Weg nach Oberdorf.

Ausflugsziele
- Almgasthaus Kirl, Ausgangspunkt für Wanderungen im Rosseck- und Muglgebiet, beliebtes Ausflugsziel vieler Oberaicher und Brucker
- Gasthaus am Madereck (oft besucht)

### Regelmäßige Veranstaltungen, Tourismus
- Mitte Mai findet mit dem Brucker Businesslauf die größte Laufveranstaltung der Obersteiermark statt.
- Am zweiten Samstag im August gibt es ein international besuchtes Stadtfest, an den Tagen zuvor geht dem Stadtfest ein buntes Gauklerfest, der „Murenschalk“, voran.
- Ende August starten mit dem Riverside Musik- und Kulinarikfestival am Murufer die Herbstveranstaltungen.
- Ende September findet das Schlossbergfest am Brucker Schlossberg statt.
- Wiederkehrende Jahresmärkte:
  - „Arbesmarkt“: erster Montag in der Fastenzeit
  - „Pfingsdienstagmarkt“: Pfingstdienstag
  - „Portiunkulamarkt“: erster Montag im August
  - Martini-Markt: 1320 bewilligte König Friedrich III. (als Nachfolger Rudolfs seit 1306 steirischer Herzog) die Abhaltung eines Jahrmarktes zu Martini (11. November). Dieser Markt wird noch immer abgehalten.

Bruck an der Mur entwickelte sich in den letzten Jahren zu einem beliebten Ausflugsziel. Auf Grund der zahlreichen historischen Sehenswürdigkeiten zählt die Stadt zu den beliebtesten tagestouristischen Zielen der Region. Zusätzlich bringen der Murradweg, das Naturschutzzentrum im Weitental, der Stadtwanderweg mit dem Brucker Schlossberg sowie die Seminar- und Tagungsinfrastruktur Gäste in die Stadt. Außerdem liegt Bruck an der Mur am Zentralalpenweg, einem österreichischen Weitwanderweg.  Seit 20. Oktober 2016 ist Bruck an der Mur Mitglied der „kleinen historischen Städte Österreichs“.
Die Stadt bietet durch die zentrale Lage zwischen dem Grazer Bergland im Süden, den Fischbacher Alpen mit der Waldheimat Peter Roseggers im Osten, dem Hochschwab mit dem Grünen See im Norden und den nahen Niederen Tauern im Westen einen Ausgangspunkt für Wandertouren aller Schwierigkeitsgrade. Sie liegt nicht nur am Murrad- sowie am Mürztalradweg, auch zahlreiche regionale und lokale Radwege durchziehen die Kornmesserstadt.
Touristische Angebote:
- Brucker Schlossberg und historische Altstadt,
- Mürztalradweg, Lamingtal-Radweg nach Tragöß und zum Grünen See, Mountainbikestrecken am Hochanger und am Madereck
- Naturschutzzentrum Weitental mit Naherholungsgebiet, Wildtierauffangstation und Abenteuerspielplatz

## Wirtschaft und Infrastruktur

### Wirtschaft
Da der 1998 errichtete Wirtschaftspark zu 100 Prozent ausgelastet ist, errichtet die Stadt derzeit ein Wirtschaftspark 2.0 in der südlichen Vorstadt.

### Verkehr

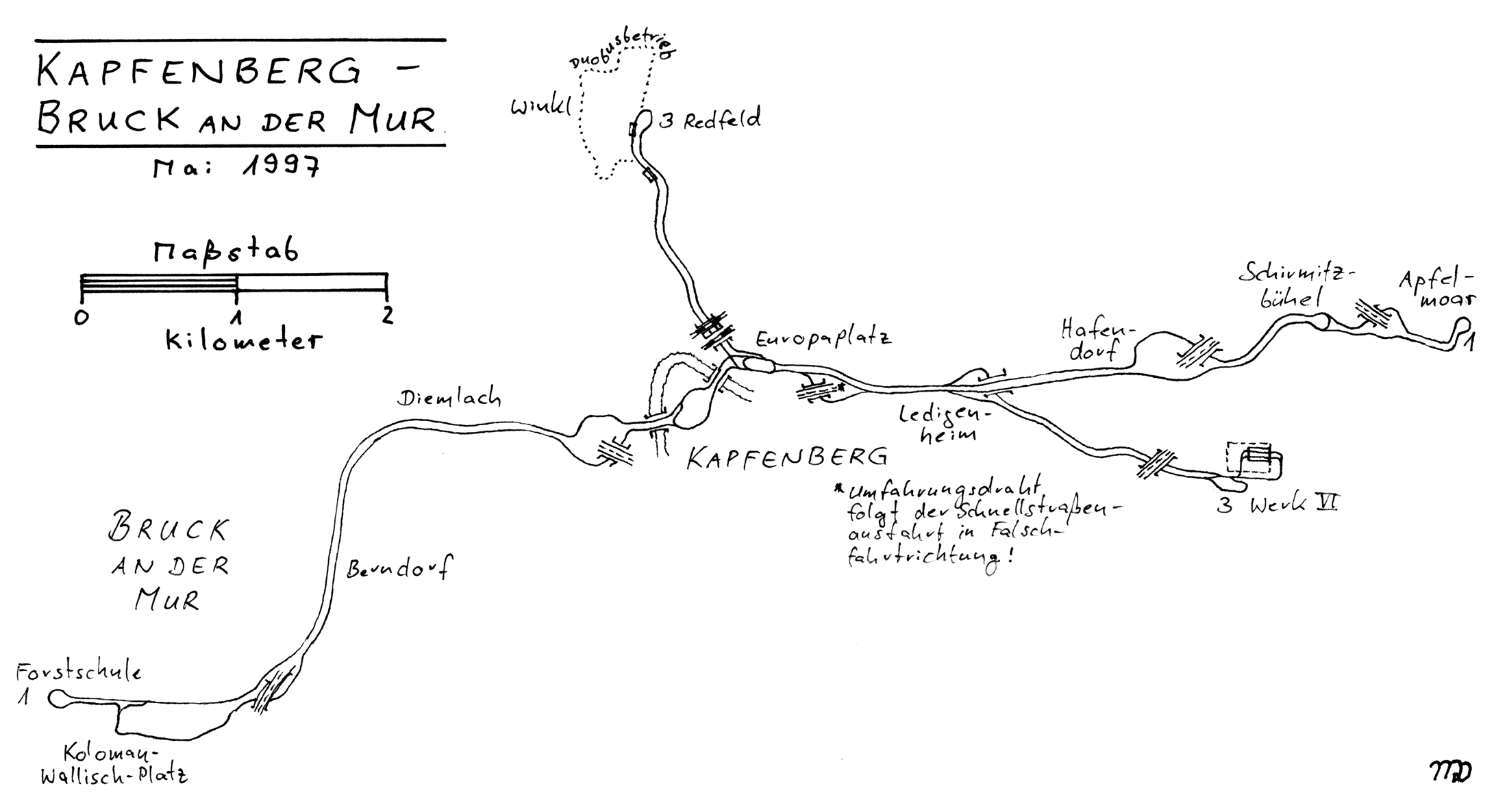
Obus-Plan 1997

Bruck an der Mur ist historisch ein wichtiger Verkehrsknotenpunkt der Obersteiermark.

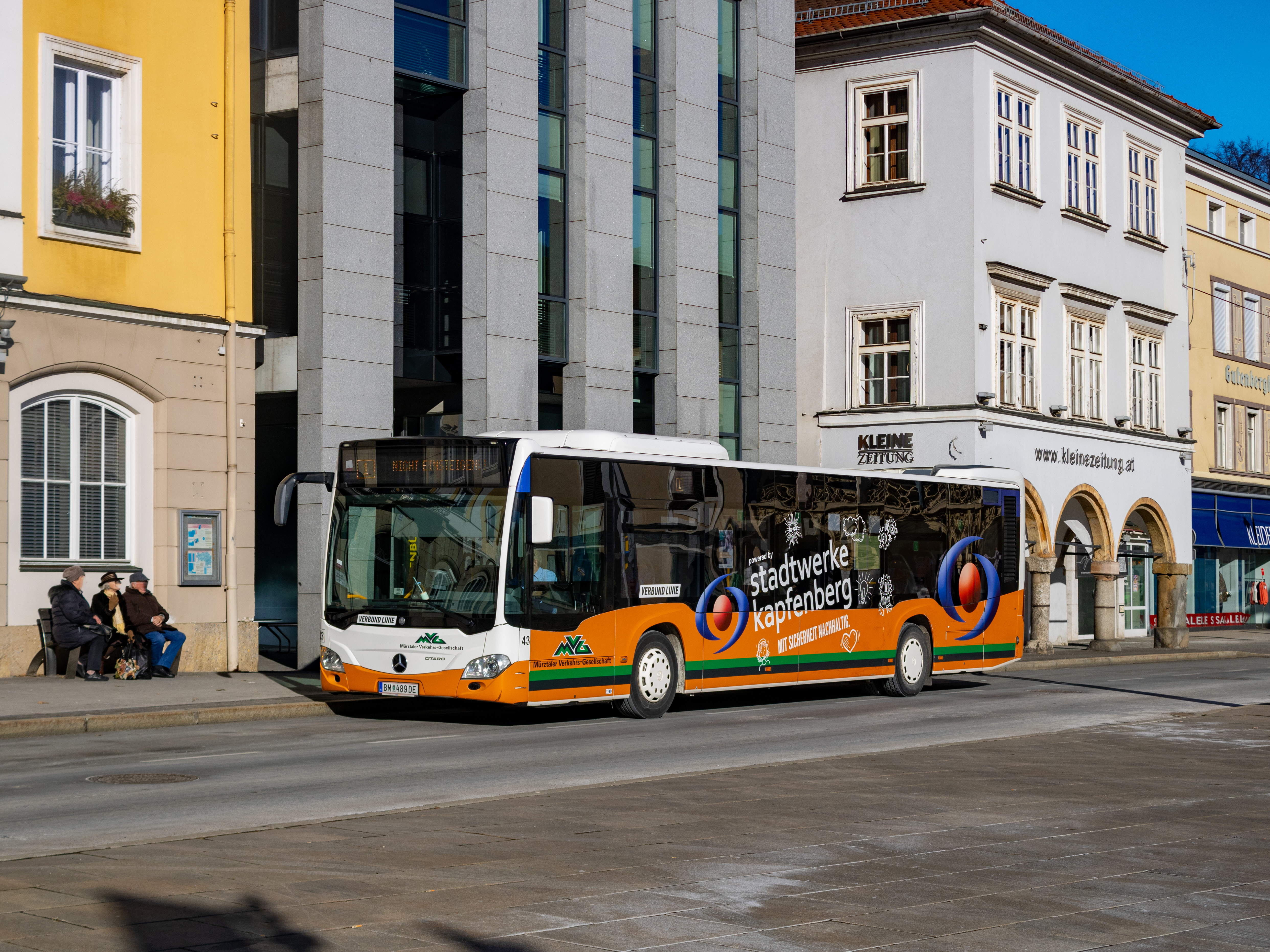
Stadtbus Bruck an der Mur / Kapfenberg am Koloman-Wallisch-Platz

- Öffentlicher Nahverkehr: Bruck an der Mur wird gemeinsam mit Kapfenberg vom Stadtbusnetz der Mürztaler Verkehrs-Gesellschaft mbH bedient. Vom 1. Juli 1944 bis zum 15. Februar 2002 verkehrte außerdem der Oberleitungsbus Kapfenberg nach Bruck. Seit dem vierstreifigen Ausbau der Landesstraße 116 (Edlingerstraße) Anfang 2004 in den beiden Städten wurden die Oberleitungen demontiert und auf Grund der hohen Kosten nicht mehr errichtet. Danach wurden diese Obusse durch Busse mit Verbrennungsmotoren ersetzt. Kleine City-Busse verbinden alle Stadtteile mit dem Zentrum. Weiters halten einige Postbuslinien, Linien der Steiermarkbahn und von Watzke am Koloman-Wallisch-Platz oder am Bahnhof.

- Eisenbahn: Der Bezirk Bruck an der Mur erhielt schon Mitte des 19. Jahrhunderts einen Bahnknotenpunkt, als die k.k. priv. Österreichische Südbahn-Gesellschaft von ihrer 1844 eröffneten Strecke Wien – Semmering – Graz im Jahre 1868 die Bahnstrecke Bruck an der Mur–Leoben abzweigen ließ. Der Bahnhof Bruck an der Mur wurde von Juli 2010 bis August 2013 umgebaut. Fernzüge Richtung Wien und Graz halten im Stundentakt, Richtung Villach im Zweistundentakt. Seit Ende 2007 ist Bruck an der Mur die Endstation der S1 der S-Bahn Steiermark; seit Dezember 2016 auch der Linien S8 und S9.

- Straßenverkehr: In Bruck an der Mur kreuzt die Semmering Schnellstraße S 6 von Seebenstein nach St. Michael die hier beginnende Brucker Schnellstraße S 35 Richtung Graz. Die alte „Hochbahn“ der Leobener Straße B 116, die zu den am stärksten befahrenen Straßen der Steiermark zählt, wurde durch eine vierspurige Trasse mit neuer Murbrücke, zweispurigem Kreisverkehr samt Autobahnzubringer ersetzt. Die Verkehrsfreigabe war am 8. Oktober 2012[21]. Außerdem ist eine Auffahrtsrampe zur S 6 in Richtung Leoben geplant, um die Leobener Straße im Stadtgebiet vom starken Durchzugsverkehr zu befreien.

### Öffentliche Einrichtungen
Als Dienststelle der Bundespolizei ist in Bruck an der Mur eine Polizeiinspektion etabliert, welche dem Bezirkspolizeikommando Bruck-Mürzzuschlag untersteht.

### Bildung
Bruck ist ein Zentrum der Bildung. Die Schulen der Stadt werden von vielen Schülern der umliegenden Gemeinden besucht. Neben mehreren Volks- und Hauptschulen gibt es das BG und BRG Bruck an der Mur, die Handelsakademie, die österreichweit einzigartige Höhere Bundeslehranstalt für Forstwirtschaft und die private Bildungsanstalt für Kindergartenpädagogik der Caritas der Diözese Graz-Seckau. Das PIUS-Institut der Kreuzschwestern ist Schule (private allgemeine Sonderschule), Ausbildungsstätte und Wohnheim für geistig behinderte Kinder und junge Erwachsene.
Bruck an der Mur ist die einzige steirische Bezirkshauptstadt und die einzige Gemeinde über 10.000 Einwohner ohne öffentliche Bibliothek.

## Politik

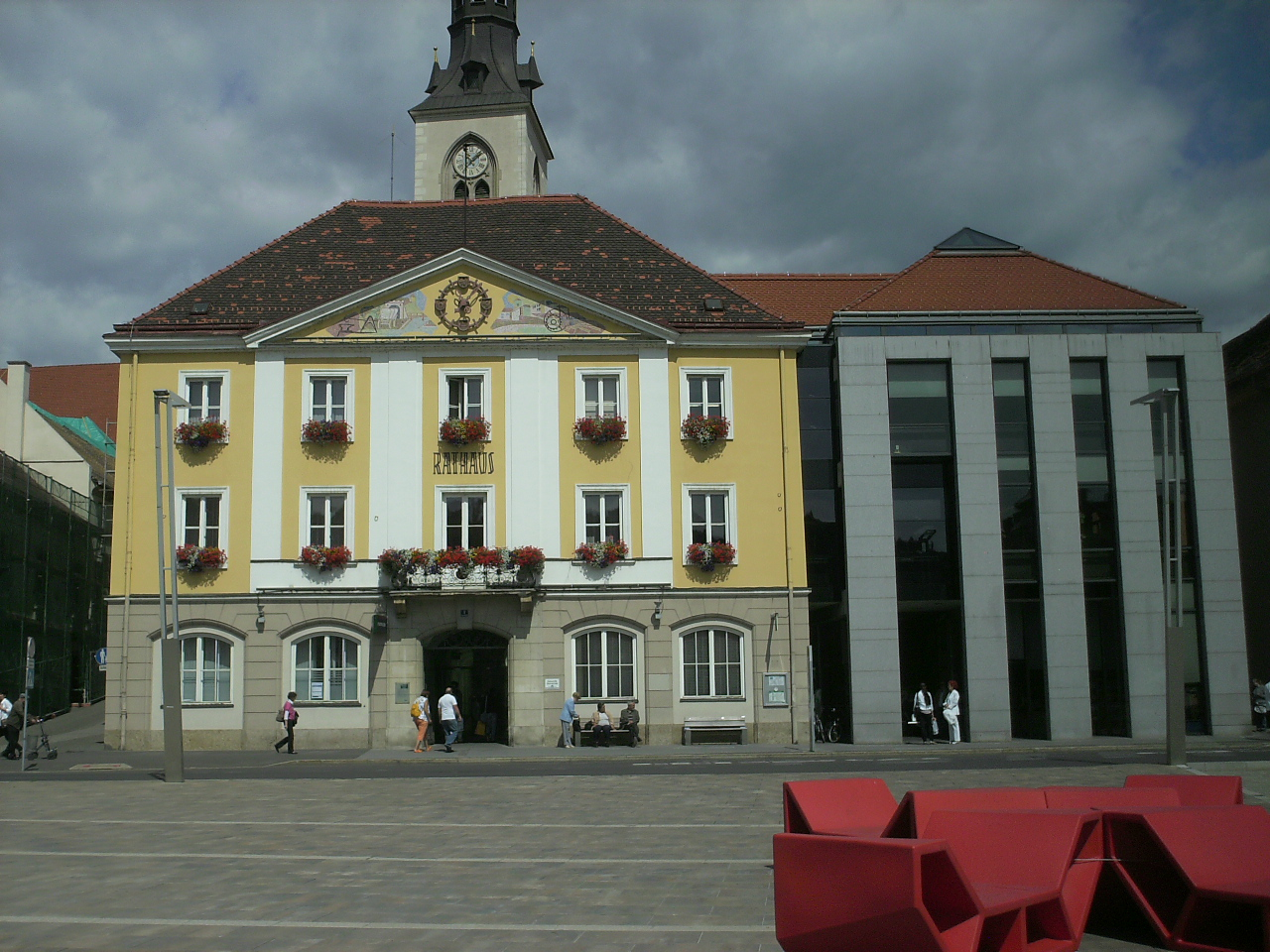
Rathaus

### Gemeinderat
Der Gemeinderat hat 31 Mitglieder.
- Mit den Gemeinderatswahlen in der Steiermark 2005 hatte der Gemeinderat folgende Verteilung: 22 SPÖ, 5 ÖVP, 3 FPÖ und 1 GRÜNE.[23]
- Mit den Gemeinderatswahlen in der Steiermark 2010 hatte der Gemeinderat folgende Verteilung: 18 SPÖ, 7 ÖVP, 4 FPÖ, 1 GRÜNE und 1 KPÖ.[24]
- Mit den Gemeinderatswahlen in der Steiermark 2015 hatte der Gemeinderat folgende Verteilung: 15 SPÖ, 7 FPÖ, 6 ÖVP, 1 KPÖ, 1 GRÜNE und 1  Liste Bruck Oberaich.[25]
- Mit den Gemeinderatswahlen in der Steiermark 2020 hat der Gemeinderat folgende Verteilung: 17 SPÖ, 7 ÖVP, 3 FPÖ, 2 KPÖ, 1 GRÜNE und 1 NEOS.[26]
- Mit den Gemeinderatswahlen in der Steiermark 2025 hat der Gemeinderat folgende Verteilung: 9 SPÖ, 9 ÖVP, 7 FPÖ, 2 Liste BRUCK, 2 KPÖ, 1 NEOS, 1 GRÜNE.[27]

### Bürgermeister
Seit Juli 1880 hatte die Stadt Bruck an der Mur folgende Bürgermeister:
| Vinzenz Till              | Juli 1880 bis 1885                   |
| Guido Finck               | 1886 bis Mai 1894                    |
| Viktor Kravani            | Juni 1894 bis Juli 1896              |
| Georg Reppin              | September 1896 bis April 1898        |
| Josef Knottinger          | Mai 1898 bis Mai 1919                |
| Anton Pichler             | August 1919 bis Jänner 1925          |
| Franz Gruber              | Februar 1925 bis Februar 1934        |
| Peter Pachler             | Februar 1934 bis August 1936         |
| Hans Malissa              | September 1936 bis März 1938         |
| Karl Hubatschek           | 13. bis 30. März 1938                |
| Egon Schilcher            | April 1938 bis Oktober 1939          |
| Hans Schön                | November 1939 bis Jänner 1940        |
| Michael Klaischer         | Februar 1940 bis April 1943          |
| Karl Hütter               | April 1943 bis Mai 1945              |
| Franz Gruber              | Mai bis Juni 1945                    |
| August Hahn (SPÖ)         | Juni 1945 bis Jänner 1965            |
| Erwin Linhart (SPÖ)       | Jänner 1965 bis Mai 1977             |
| Rudolf Burgstaller (SPÖ)  | Mai 1977 bis Juni 1989               |
| Gottfried Grandl (SPÖ)    | Juni 1989 bis Dezember 1994          |
| Bernd Rosenberger (SPÖ)   | 15. Dezember 1994 bis 22. April 2014 |
| Johann Straßegger (SPÖ)   | 22. April 2014 bis 31. Mai 2017      |
| Peter Koch (SPÖ)          | 1. Juni 2017 bis 31. Dezember 2022   |
| Andrea Winkelmeier (SPÖ)  | 23. Jänner 2023 bis 24. April 2025   |
| Susanne Kaltenegger (ÖVP) | seit 24. April 2025                  |

### Wappen und Flagge
Mit Urkunde vom 6. April 1506 erteilte König Maximilian I. die Erlaubnis, den Brucker Knittl-, Schrotten-, Sensen-, Klingen- und Messerschmieden auf ihren Erzeugnissen das Stadtwappen zu schlagen. Dieses wurde wie folgt beschrieben:

„Ein waagrecht geteilter Schild, dessen oberes Feld grün, das untere steinfarben ist. Dazwischen eine steinerne Brücke mit zwei Türmen und vier Schwibbögen, durch welche ein Fluss hervorströmt. Im oberen Teil ist ein rechts gekehrter Panther, mit gehobenen Pfoten und feuriger Zunge.“

Wegen der Gemeindezusammenlegung verloren die Wappen der fusionierten Gemeinden mit 1. Jänner 2015 ihre offizielle Gültigkeit. Die Neuverleihung des Gemeindewappens erfolgte mit Wirkung vom 20. Februar 2016.

Die Blasonierung (Wappenbeschreibung) lautet:

„Ein grüner Schild, durchzogen über blauem, silbern geflutetem Schildfuß von einer silbernen, gezinnten und gequaderten Brücke mit vier Rundbögen, auf dieser zwei gezinnte Sechsecktürme mit je einem schwarz durchbrochenen Rundbogenfenster im Obergeschoß, einen aus der Brücke wachsenden silbernen, rot bezungten Panther einschließend.“

Die Stadtflagge hat drei Streifen in den Farben Grün-Weiß-Blau mit dem Wappen.

### Städtepartnerschaften
- Hagen-Hohenlimburg in Nordrhein-Westfalen (Deutschland)[33], seit 1974
- Liévin, Region Hauts-de-France (Frankreich), seit 1999[33]
- Veroli, Region Latium (Italien)

## Persönlichkeiten

### Söhne und Töchter der Stadt
- Ernst der Eiserne (1377–1424), Herzog von Österreich
- Rudolf Schifkorn (1817–1882), Techniker
- Ignaz Preisegger (1824–1881), Porträtmaler
- Hanns Kornberger (1868–1933), Architekt
- Karl Pichelmayer (1868–1914), Techniker
- Rudolf Egger (1882–1969), Althistoriker, Epigraphiker und Archäologe
- Rudolf Wagner (1884–1959), Violinist und Musikpädagoge
- Erich Schmid (1896–1983), Physiker
- Oskar Wintersteiner (1898–1971), Chemiker und Biologe
- Hans Bertha (1901–1964), Nationalsozialist, Psychiater und Universitätsprofessor
- Johann Mokre (1901–1981), Rechtsphilosoph
- Stephen Fuchs (1908–2000), römisch-katholischer Missionar, Anthropologe und Soziologe
- Otto Christandl (1909–1946), NSDAP-Kreisleiter, verurteilter Mörder
- Edda Egger (1910–1993), Politikerin
- Herta Frauneder (1912–1999), Architektin
- Edmund Hlawka (1916–2009), Mathematiker
- Hanns Malissa (1920–2010), Chemiker
- Fritz Martinz (1924–2002), österreichischer Maler und Grafiker
- Hermann Neugebauer (1924–2012), Großhändler und Politiker (ÖVP)
- Alois Purgathofer (1925–1984), Astronom
- Margareta Meyer (1938–2002), Politikerin und Abgeordnete des Landtags
- Sepp Maier (* 1939), Heimatdichter
- Johann Trummer (1940–2019), römisch-katholischer Priester, Organist, Musikwissenschaftler und Medienmanager
- Peter Trummer (* 1941), römisch-katholischer Theologe
- Brigitte Xander (1942–2008), Radio- und Fernsehmoderatorin
- Christian Anders (* 1945), Schlagersänger
- Helmut Kand (* 1946), Künstler, Poetischer Surrealist
- Hans Trummer (1947–2007), Schriftsteller
- Anna Huber (* 1948), Politikerin
- Hans Helmut Moser (* 1948), Offizier und Politiker, Abgeordneter zum Nationalrat
- Peter Rabl (* 1948), Journalist
- Elfriede Kern (* 1950), Schriftstellerin
- Manfred Prisching (* 1950), Soziologe
- Eva Rueber-Staier (* 1951), Miss Styria und Miss World 1969
- Michael Steiner (* 1951), Ökonom und Hochschullehrer
- Fritz Linner (* 1952), Radio- und Fernsehjournalist
- Oskar Sakrausky (* 1952), evangelischer Militärbischof
- Erwin Wurm (* 1954), Künstler (Bildhauer)
- Edith Hrovat (* 1956), Judoka
- Kurt Remele (* 1956), römisch-katholischer Theologe (Sozialethiker)
- Jutta Kräutler-Berger (* 1958), Journalistin und Politikerin
- Heinz Thonhofer (* 1958), Fußballspieler und -trainer
- Dietmar Feichtinger (* 1961), Architekt
- Alois Fürstner (* 1962), Chemiker
- Wolfgang Hattinger (* 1962), Dirigent, Komponist und Musiktheoretiker
- Werner S. Weiglhofer (1962–2003), Physiker
- Klaus Schuster (* 1963), Unternehmensberater und Sachbuchautor
- Hary Raithofer (* 1965), Radiomoderator
- Marion Mitterhammer (* 1965), Schauspielerin
- Christoph Grabenwarter (* 1966), Jurist
- Karin Greiner (* 1967), Politikerin und Beamte
- Sabina Hörtner (* 1967), Raum- und Medienkünstlerin
- Jörg Leichtfried (* 1967), Politiker
- Thomas D. Trummer (* 1967), Kunsthistoriker
- Petra Rudolf (* 1967), Radio- und Fernsehmoderatorin
- Herwig Gradischnig (* 1968), Jazzsaxophonist
- Gilbert Schaller (* 1969), Tennisspieler, Daviscup-Kapitän
- Elisabeth Scharang (* 1969), Regisseurin
- Michaela Sohn-Kronthaler (* 1969), Kirchenhistorikerin und Professorin
- Hubert Philipp Weber (* 1969), katholischer Theologe
- Christian Hölbling (* 1972), Kabarettist und Komödiant
- Guenther Steiner (* 1973), Politikwissenschaftler, Historiker und Fachautor
- Michael Fendre (* 1974), Dirigent
- Harald Kleinhofer (1974–2016), Naturbahnrodler
- Christoph Brandner (* 1975), Eishockeyspieler
- Stephan Görgl (* 1978), Skirennläufer
- Helmut Hirner (* 1978), Volleyball- und Beachvolleyballspieler und Unternehmer
- Elisabeth Görgl (* 1981), Skirennläuferin
- Tom Lohner (* 1982), Grafikdesigner und Künstler
- Robert Almer (* 1984), Fußballtorhüter
- Sieglinde Feldhofer (* 1985), Opernsängerin
- Stefan Hermann (* 1985), Politiker, Abgeordneter zum Landtag Steiermark
- Philipp Anzenberger (* 1986), Jurist
- Stefan Hofer (* 1986), Politiker
- Andreas Schicker (* 1986), Fußballspieler
- Mario Lang (* 1988), Rocksänger
- Sascha Harb (* 1989), Fußballspieler
- Philipp Wippel, geboren als Philipp Hütter (* 1990), Fußballspieler
- Mirela Dedic (* 1991), Handballspielerin
- Robert Winkler (* 1991), Freestyle-Skier
- Martin Breg (* 1992), Handballspieler
- Sebastian Ofner (* 1996), Tennisspieler
- Felix Friedl (* 1996), Beachvolleyballspieler
- Ian Moschik (* 1996), Basketballspieler
- Lucas Birnbaum (* 1997), Eishockeyspieler
- Justin McCaw (* 1998), Basketballspieler
- Luca Geistler (* 1998), Politiker
- Christoph Graschi (* 2001), Fußballspieler
- Franz Stolz (* 2001), Fußballspieler
- David Haagen (* 2002), Skispringer
- Matteo Bignetti (* 2004), Fußballspieler
- Lukas Walchhütter (* 2004), Fußballspieler
- Leon Grgic (* 2006), Fußballspieler

### Mit der Stadt verbundene Persönlichkeiten
- Atha Athanasiadis (* 1969), Journalist
- Egmont Foregger (1922–2007), Jurist, Beamter und Politiker
- Philipp Harnoncourt (1931–2020), Priester, Theologe und Initiator der Restaurierung der Heiligen-Geist-Kapelle[17][19][34]
- Heinrich der Sanftmütige (1299–1327), Herzog von Österreich
- Rudolf Jugoviz (1868–1932), Schulleiter
- Wilhelm Krautwaschl (* 1963), Diözesanbischof
- Roderich Mojsisovics von Mojsvár (1877–1953), Dirigent und Komponist
- Hugo von Montfort (1357–1423), Politiker und Poet
- Ottokar II. Přemysl (um 1232–1278), König von Böhmen
- Leopold Johann Nepomuk von Sacher (1797–1874), Beamter, Naturforscher und Mäzen
- Leopold von Sacher-Masoch (1836–1895), Schriftsteller
- Franz Sterle (1782–1857), Kaufmann und Reichstagsabgeordneter
- Koloman Wallisch (1889–1934), Arbeiterführer, Politiker
- Herbert Wurzer (1948–2022), Rodelfunktionär